# Mauersegler
Der Mauersegler (Apus apus) ist eine Vogelart aus der Familie der Segler. Sie ähnelt den Schwalben, ist aber mit diesen nicht näher verwandt; die Ähnlichkeiten beruhen auf konvergenter Evolution. Der Mauersegler ist ein Langstreckenzieher. Er hält sich hauptsächlich von Anfang Mai bis Anfang August zur Brutzeit in Mitteleuropa auf. Seine Winterquartiere liegen in Afrika, vor allem südlich des Äquators.
Mauersegler sind extrem an ein Leben in der Luft angepasst. Außerhalb der Brutzeit halten sie sich für etwa zehn Monate nahezu ohne Unterbrechung in der Luft auf. Im Hochsommer sind die geselligen Vögel im Luftraum über den Städten mit ihren schrillen Rufen sehr auffällig. Bei ihren Flugmanövern können sie im Sturzflug Geschwindigkeiten von mehr als 200 km/h erreichen.
Der Mauersegler ist die einzige Seglerart, die in Mitteleuropa ausgedehnt verbreitet ist. Im deutschsprachigen Raum gibt es zahlreiche regionale Namen für den Vogel, sehr verbreitet sind hierbei Spyre oder ähnliche Bezeichnungen, beispielsweise in der Schweiz oder in Tirol.

## Aussehen und Merkmale

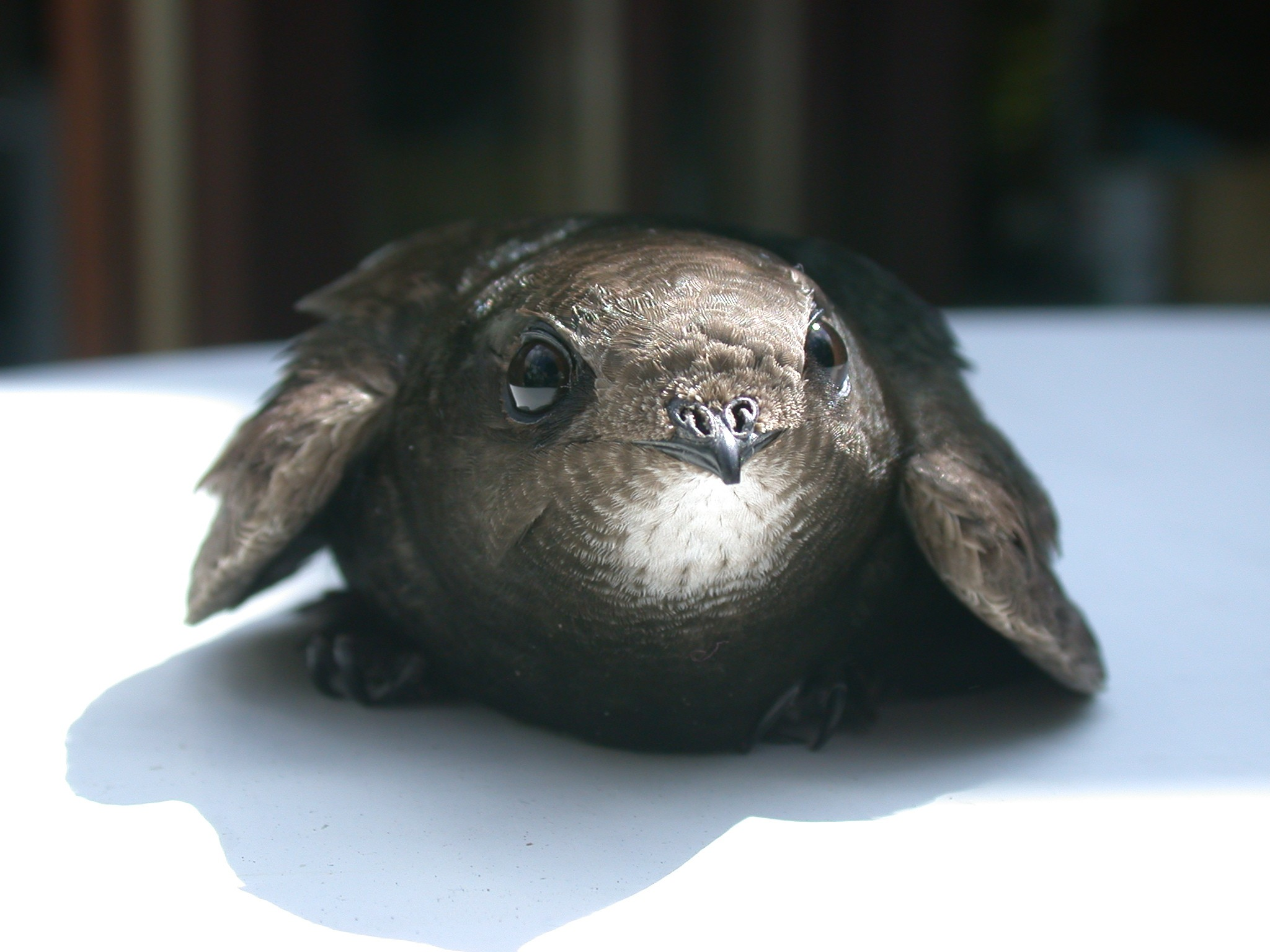
Mauersegler von vorn

Die Gestalt ist schwalbenähnlich, jedoch ist der Mauersegler etwas größer als die europäischen Schwalben. Die Flügel sind im Vergleich zum Körper lang, und ihre Sichelform ist im Gleitflug gut zu erkennen. Der Schwanz ist relativ kurz und gegabelt. Männchen und Weibchen sind äußerlich nicht zu unterscheiden. Das Gefieder ist ruß- bis bräunlichschwarz mit Ausnahme des grauweißen Kehlflecks, der im Flug allerdings schwer zu erkennen ist.
Das Gesicht wirkt, von vorne gesehen, rundlich; die Augen sind relativ groß, und die Iris ist tiefbraun. Der kleine schwarze Schnabel ist leicht abwärts gebogen. Die kurzen Füße sind schwärzlich fleischfarben. Die vier Zehen enden in scharfen Krallen; sie sind wie bei allen Seglern nach vorn gerichtet.

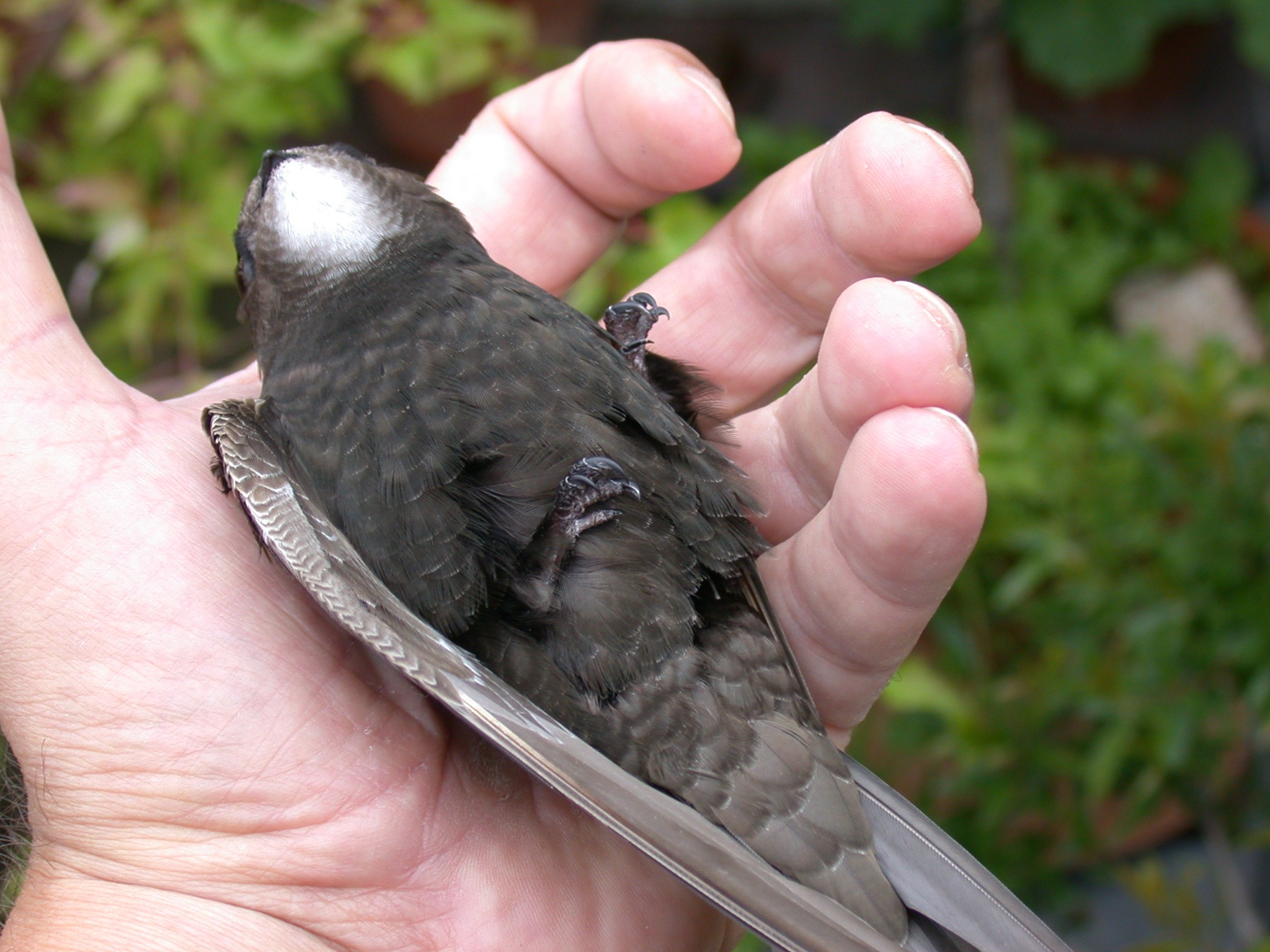
Akinese bei einem gegriffenen Jungvogel

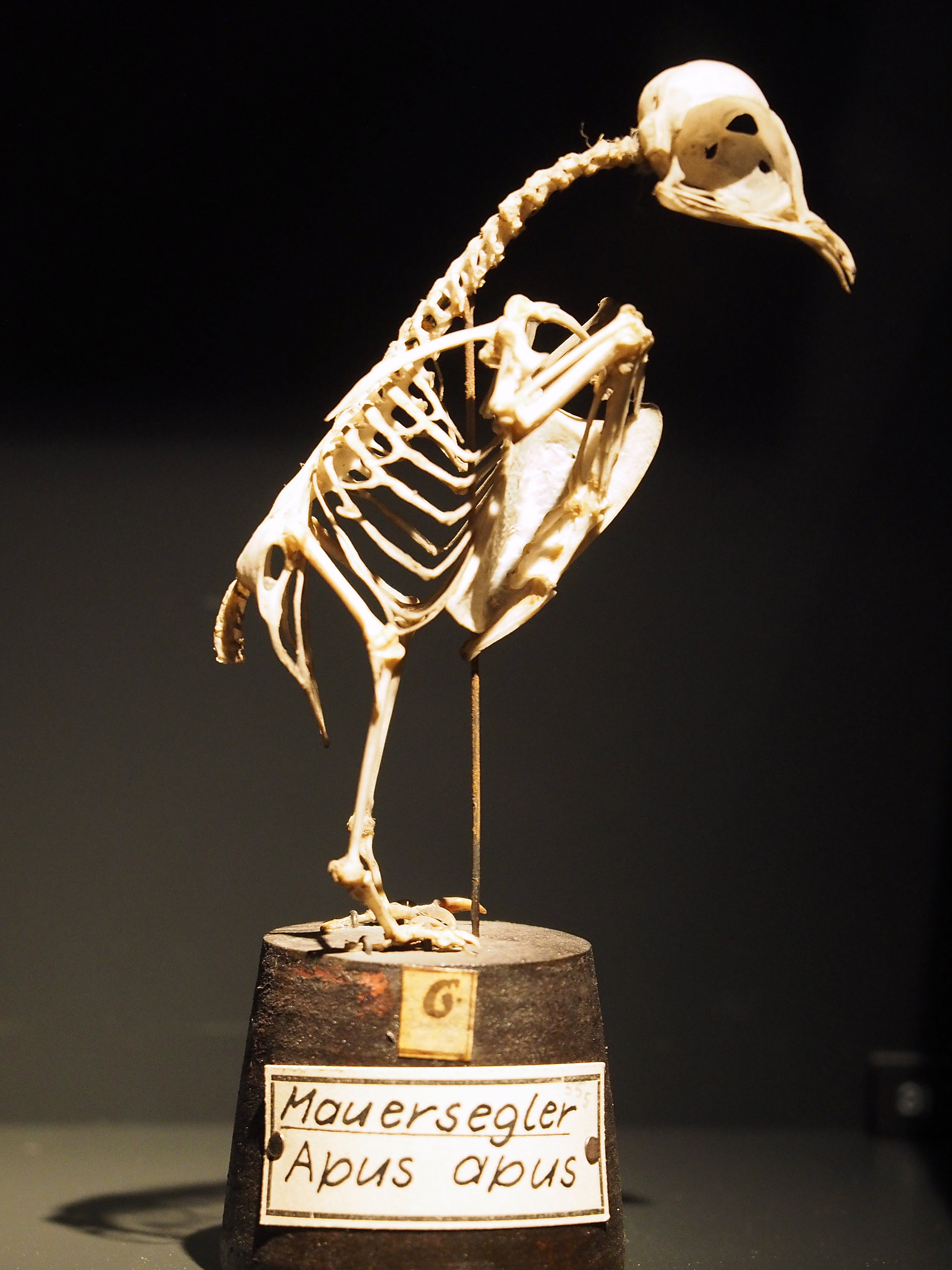
Skelett eines Mauerseglers (Apus apus) im Goethe-Nationalmuseum (Weimar)

Erwachsene Mauersegler wiegen im Durchschnitt etwa 40 Gramm; das Gewicht variiert allerdings recht stark mit dem Ernährungszustand. Nichtbrüter und soeben am Nistplatz eingetroffene Mauersegler sind meist etwas schwerer als Brutvögel. Die Rumpflänge beträgt durchschnittlich 17 Zentimeter, beim Anlegen der Flügel kreuzen sich diese und überragen den Schwanz um etwa vier Zentimeter. Die Flügelspannweite liegt zwischen 40 und 44 Zentimetern. Dabei sind die Handschwingen im Vergleich zu anderen Vogelarten stark verlängert; Ober- und Unterarm sind kurz und kompakt.
Das Jugendkleid ist dunkler und weniger glänzend, das Weiß der Kehle ist ausgedehnter und reiner als bei adulten Vögeln. Zudem unterscheiden sich Jungvögel durch die weißen Federsäume von den Altvögeln, die an den Achselfedern, den Flügeldecken, dem Großgefieder und vor allem an der Stirn am auffallendsten sind. Nur die Säume der Stirnfedern erhalten sich bis zur Jugendmauser, während die anderen weißen Säume durch Abnutzung recht bald verschwinden. Einjährige sehen wie adulte Mauersegler aus; sie sind am besten noch am abgetragenen juvenilen Großgefieder zu erkennen, bei dem vor allem die Enden der Schwanzfedern stärker gerundet sind.

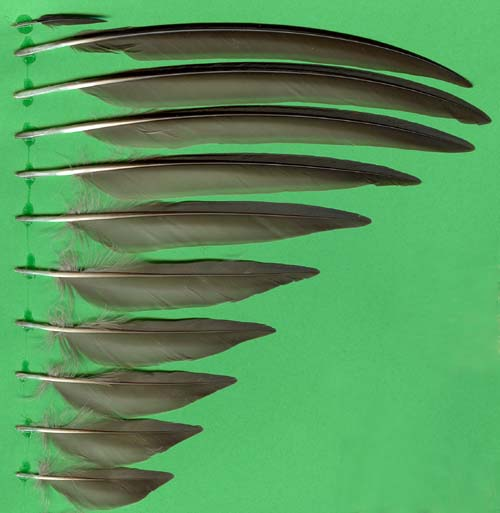
Handschwingen eines Mauerseglers

### Mauser
Die Jugendmauser erfolgt im afrikanischen Winterquartier und ist eine Teilmauser, wobei die Schwung- und ein Teil der mittleren Schwanzfedern erhalten bleiben. Die zehn Handschwingen, die die wesentliche tragende Fläche des Flügels bilden, werden erstmals während der nächsten Jahresmauser gewechselt und haben dann schon zwei Reisen nach Afrika hinter sich.
Die Jahresmauser adulter Vögel ist eine Vollmauser und kann schon im Juli mit dem Wechsel des Kleingefieders beginnen. Die Mauser der Schwingen beginnt Mitte August oder Anfang September und zieht sich schrittweise und auf beiden Seiten synchron über 6 bis 7 Monate hin, so dass die Flugfähigkeit immer gewährleistet bleibt. Zuletzt fällt bei normaler Mausersequenz die 10. Handschwinge aus.

### Flug

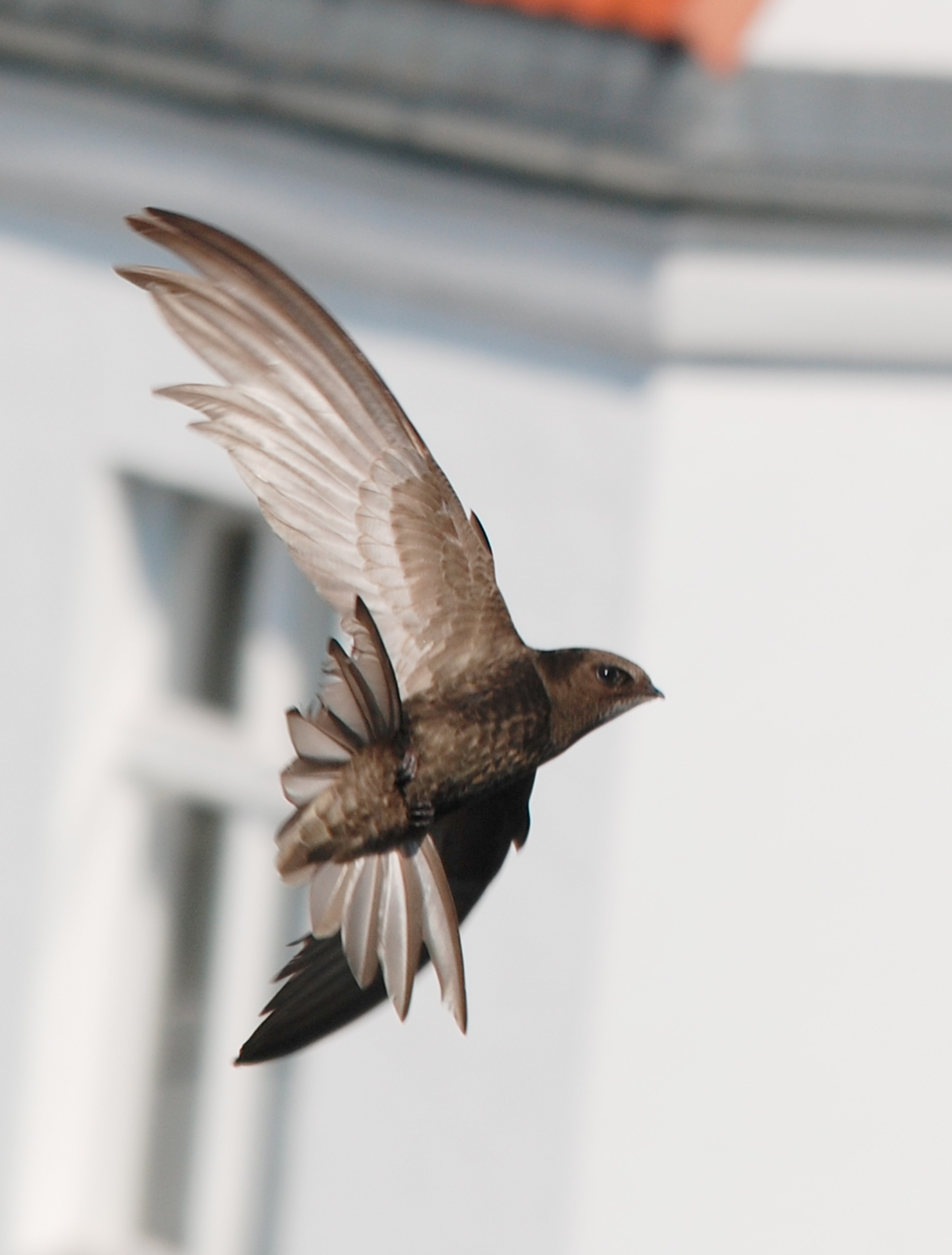
Flugmanöver an einem Wohnhaus

Der Körperbau des Mauerseglers ermöglicht einen schnellen, wendigen Gleitflug, bei dem die Flügel fast horizontal gestreckt werden und nur leicht abwärts gebogen sind. Bei starker Thermik können Mauersegler auch segeln, normalerweise wechseln aber Schlag- mit Gleitphasen jeweils unterschiedlicher Länge. Charakteristisch ist zudem ein häufiges Kippen um die Längsachse, das in Gleitphasen stellenweise eingestreut wird. In Verbindung mit den ebenfalls typischen Wendungen kann das den Eindruck vermitteln, der Flügelschlag erfolge asynchron. Auch bei engen Flugkurven halten Mauersegler ihren Kopf horizontal, so dass sie ihre Umgebung stets umfassend in gleichbleibender Orientierung wahrnehmen können.
Um größere Höhenverluste zu vermeiden, werden während des Gleitflugs Schlagphasen eingestreut, die von 0,5 bis 22 Sekunden andauern können, die mittlere Dauer beträgt ungefähr 4 Sekunden. Die Schlagfrequenz liegt meist zwischen 7 und 8 Schlägen pro Sekunde. Im Gleitflug werden gewöhnlich 20 bis 50 km/h, im Kraftflug 40 bis 100 km/h erreicht, bei Flugspielen sind über 200 km/h möglich. In der Luft übernachtende Tiere fliegen durchschnittlich mit 23 km/h. Das beste Verhältnis zwischen Energieaufwand und zurückgelegter Strecke liegt für ziehende Vögel bei einer Durchschnittsgeschwindigkeit von ungefähr 32 km/h.
Mauersegler passen die Form der Flügel den Flugbedingungen an. Voll ausgestreckte Flügel ermöglichen dabei den besten langsamen Gleitflug und um bis zu 60 Prozent mehr Distanz als in der Grundstellung. Zurückgezogene Flügel dienen dem Flug bei hohem Tempo und schnellen Kehren, bei anderer Stellung der Flügel würden diese sonst dem Winddruck nicht standhalten.

### Stimme
Vor allem in Gesellschaft und bei Kämpfen sind Mauersegler außerordentlich ruffreudig. Am auffallendsten ist das hohe schrille, oft gereiht vorgetragene srieh srieh, mit dem die Vögel auch den Verkehrslärm in Städten übertönen können. Daneben äußern Mauersegler einige weitere ein- oder zweisilbige Rufe wie sprieh oder sriiü. Die Rufe werden verschieden gedehnt, manchmal höher oder zweisilbig vorgetragen. Einander jagende Vögel geben ein individuelles und nach Höhe und Länge unterschiedliches sirrr oder ein stakkatoartiges sisisisi von sich. Die Frequenz ihrer Rufe liegt zwischen 4000 und 7000 Hertz, in einem hohen, aber für das menschliche Gehör gut wahrnehmbaren Frequenzbereich.
Eine besondere Bedeutung hat auch das sogenannte „Duettieren“ am Brutplatz. Ein Mauerseglerpaar ruft dort gemeinschaftlich swii-rii; dabei stammt das hellere swii vom Weibchen und das etwas tiefere rii vom Männchen. Dieses Verhalten stellt die beste Möglichkeit zur Unterscheidung der Geschlechter dar. Daneben hat dieses Duett für die Vögel selbst eine noch bedeutendere Funktion, denn es dient einem effizienten Aufteilungsverfahren der oft knappen, geeigneten Brutnischen. Schon lange kennt man in diesem Zusammenhang das sogenannte „Banging“, bei dem einzelne Vögel kurz die Eingänge möglicher Nistplätze touchieren und sich so bemerkbar machen. Oft verharren die Vögel dabei nur kurz, um ohne ein Inspizieren der Bruthöhle wieder weiterzufliegen. Falls ein einzelner Vogel bereits die im Inneren meist dunkle Bruthöhle besetzt hält, macht sich dieser durch seinen geschlechtsspezifischen Ruf bemerkbar, und der anfliegende Vogel erfährt so schnell, ob er ein potentieller Kandidat zur Gründung einer Familie sein kann.

### Unterscheidung von Mauerseglern und Schwalben
In Mitteleuropa jagen vor allem Rauch- und Mehlschwalben in ähnlicher Weise wie der etwas größere Mauersegler in der Luft nach Insekten, manchmal kommen auch gemischte Gruppen vor. Beste Unterscheidungskriterien der verschiedenen Arten sind folgende:
- Lautäußerungen: Die schrillen Schreie des Mauerseglers unterscheiden sich deutlich vom eher unauffälligen „Schwätzen“ der Schwalben.
- Flügelform: Die schmalen, sichelförmigen Flügel des Mauerseglers sind im Vergleich zum schlanken Körper länger, die Flugsilhouette gleicht der Form eines Ankers.
- Schwanzform: Rauchschwalben sind an den langen, tief gegabelten Schwanzspießen gut zu unterscheiden.
- Flugweise: Beim Mauersegler wechseln schnelle tiefe Flügelschläge und längere Gleitphasen einander ab. Der Flug der Schwalben dagegen wirkt flattriger und tänzelnd, zudem schlagen sie die Flügel etwas nach hinten.
- Farbe: Die Unterseite des Mauerseglers ist, bis auf den kaum zu sehenden Kehlfleck, glänzend schwarzbraun. Schwalben dagegen zeigen eine beige-weiße Unterseite, Rauchschwalben zudem eine von unten erkennbare rötliche Kehlfarbe.

### Verwechselbare verwandte Arten
Innerhalb der Familie der Segler überschneiden sich die Brutgebiete von Mauersegler und Alpensegler am weiträumigsten, doch ist der Alpensegler deutlich größer und durch die weiße Kehle und Bauchseite sehr gut gekennzeichnet. Erheblich schwieriger ist die Unterscheidung vom gleich großen Fahlsegler im Mittelmeerraum und im Mittleren Osten, wo sich die Brutgebiete überschneiden und die Vögel oft gemeinsam auf Insektenjagd sind. Der Mauersegler wirkt dabei im Vergleich „schnittiger“, der Körper ist schlanker, die Flügelenden sind stärker gespitzt und der Schwanz ist etwas tiefer gegabelt. Das Gefieder des Fahlseglers ist etwas heller und eher olivbraun im Vergleich zum Schwarzbraun des Mauerseglers. Am größten ist die Gefahr einer Verwechslung zwischen der dunkelsten Unterart des Fahlseglers (A. pallidus illyricus) und der im Vergleich zur Nominatform etwas helleren Subspezies A. a. pekinensis des Mauerseglers, die einander auf dem Zug und im Winterquartier begegnen.
Vor allem während des Weg- und Heimzugs stellt auch der auf Madeira und den Kanarischen Inseln vorkommende Einfarbsegler eine Verwechslungsmöglichkeit dar, auch gibt es im afrikanischen Winterquartier mit Maussegler, Schouteden-Segler, Kapsegler, Sokotrasegler, Damarasegler und Braunsegler eine Reihe afrikanischer Seglerarten, die nicht immer leicht vom Mauersegler zu unterscheiden sind.

## Verbreitung, Lebensraum und Wanderungen

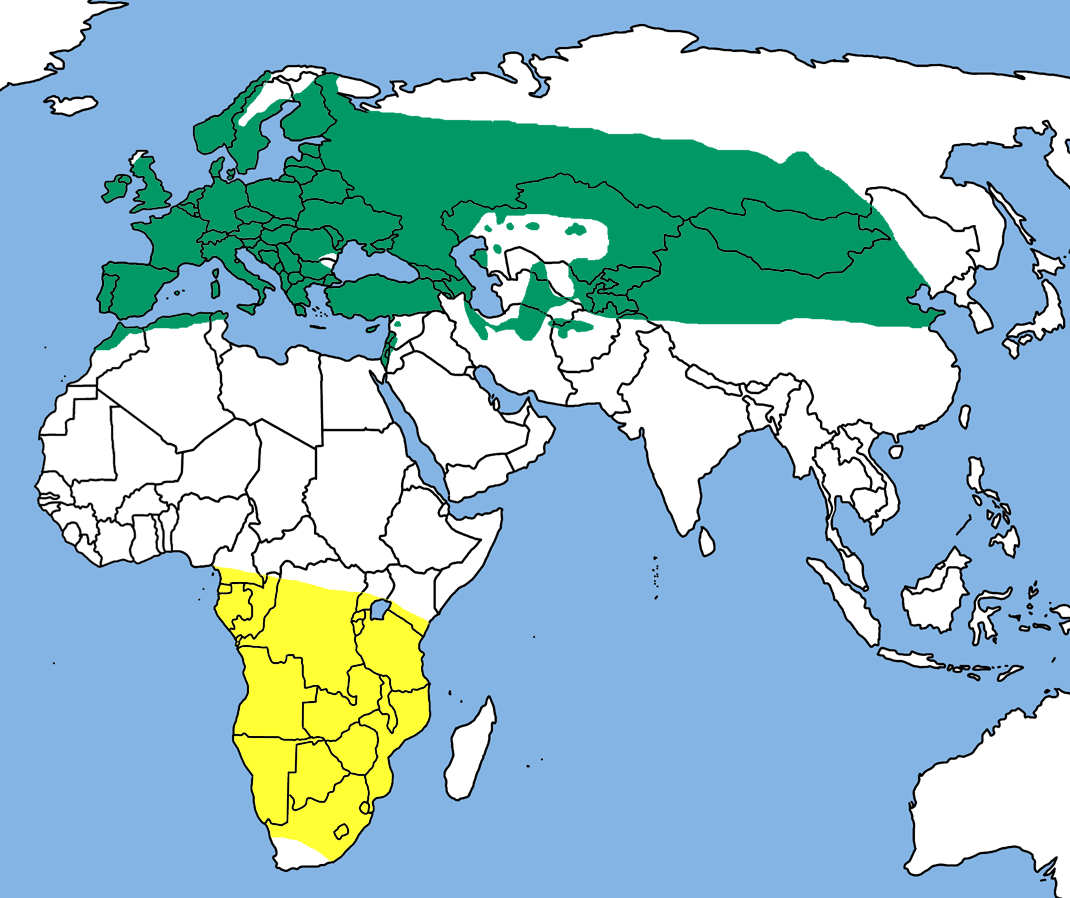
Verbreitungsgebiet des Mauerseglers, grün = Brutgebiet, gelb = Winterquartier

### Verbreitung
Das Brutgebiet erstreckt sich über große Teile der paläarktischen Region. Auf den Inseln des Mittelmeers und in Europa brütet der Mauersegler überall außer in den nördlichsten Gebieten – Island, dem Norden Skandinaviens und den Tundren Russlands. Er fehlt auch im nördlichsten Teil Schottlands, auf den Färöer-Inseln, in den südlichen Gebirgsregionen Skandinaviens und Teilen der Alpen und des Balkans. Ganz im Nordwesten Afrikas brütet der Mauersegler nahe der Mittelmeerküste; zudem werden einigen Berichten zufolge verschiedene kanarische Inseln besiedelt und markieren nun den südwestlichen Endpunkt des Brutgebietes.
Im Nahen Osten kommt der Mauersegler in Kleinasien, an der Mittelmeerküste und vereinzelt in Syrien als Brutvogel vor. In Asien reicht das Brutgebiet im Norden bis zum 60. Breitengrad. Die östliche Grenze des Gebiets bilden der Fluss Oljokma in Sibirien, der Große Chingan im Nordosten der Inneren Mongolei sowie die chinesischen Provinzen Liaoning und Shandong. Die südliche Grenze des asiatischen Brutgebiets verläuft ungefähr entlang des 35. Breitengrads, allerdings fehlt der Mauersegler im zentralasiatischen Steppengürtel.
Während des Winters auf der Nordhalbkugel übersommert der Mauersegler zwischen Äquatorial- und Südafrika, von der Nordgrenze der tropischen Tiefland-Regenwälder und dem Äquator in Ostafrika bis zum Südrand des Orange-River-Beckens in Südafrika.

### Lebensraum

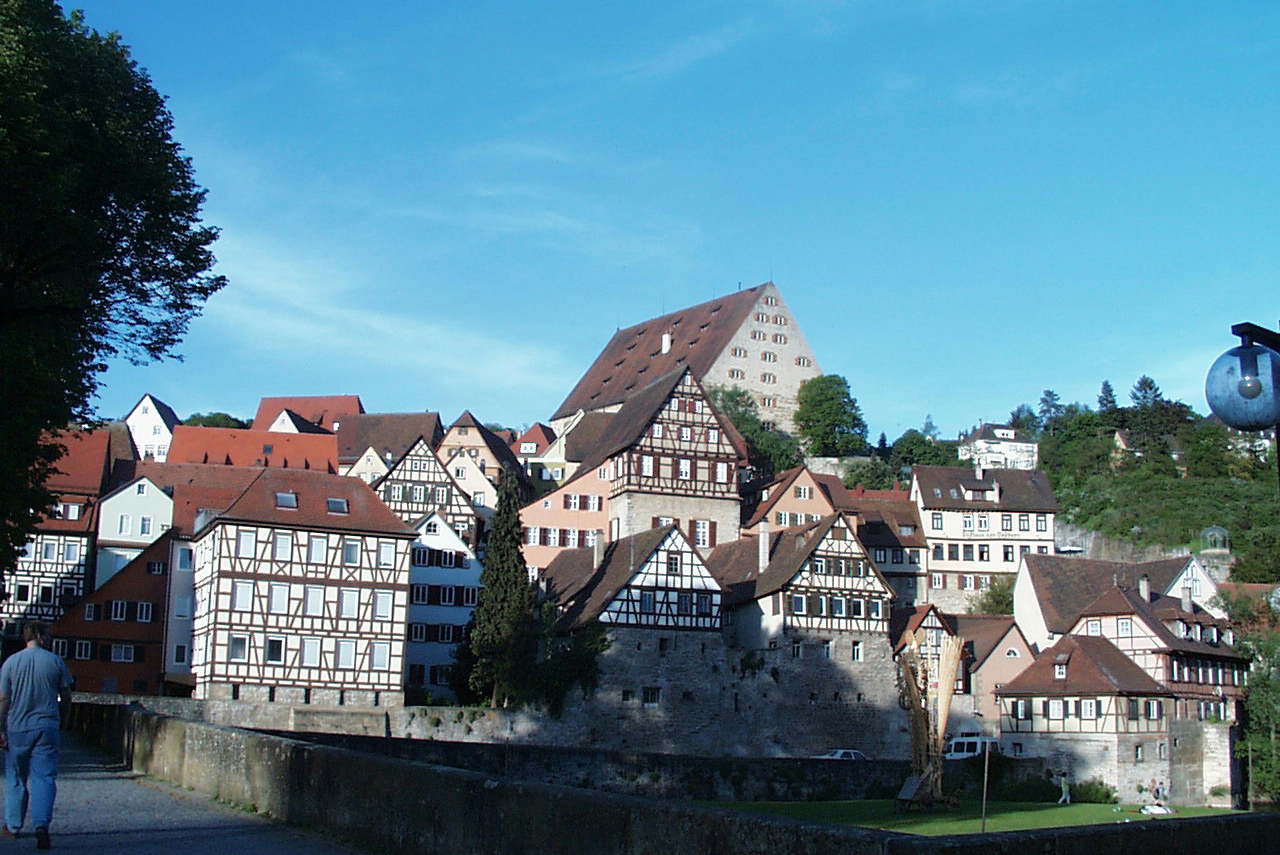
Die Altstadt Schwäbisch Halls mit dem alles überragenden sogenannten „Neubau“ aus dem Jahre 1527, der über 100 Mauerseglerpaaren Nistplätze bietet.

In Mitteleuropa brütet der Mauersegler hauptsächlich an mehrgeschossigen Altbauten, darunter Wohnhäuser, Kirchtürme, Fabrikgebäude oder Bahnhöfe. An solchen Gebäuden werden vielerlei Hohlräume an Dächern und Fassaden genutzt, etwa Traufen oder Rollladenkästen. Neubauten mit dichter Außenhaut bieten kaum Brutmöglichkeiten. Bedingt durch die Verfügbarkeit geeigneter Brutplätze siedeln die Mauersegler häufig nur an wenigen Orten, etwa in Ortszentren, Industrie- oder Hafenanlagen, in Kleinstädten oft ausschließlich an Kirchen oder anderen historischen Gebäuden.
Mauersegler waren ursprünglich überwiegend Felsbrüter, heute sind diese in Mitteleuropa selten und nur aus wenigen Regionen bekannt, wie beispielsweise dem Elbsandsteingebirge. Es wird vermutet, dass sich der Übergang vom Fels- zum Gebäudebrüter im Mittelalter vollzogen hat. Möglicherweise stellten aus grobem Naturstein errichtete Burganlagen das Bindeglied dar, über das sich die Vögel menschlichen Bauwerken annäherten und zum Kulturfolger wurden.
Mauersegler kommen auch als Baumbrüter vor, in Mitteleuropa allerdings nur vereinzelt. In Deutschland trifft dies beispielsweise nur auf ein Prozent der Brutpaare zu, davon finden sich einige im Harz, wo die ökologischen Zusammenhänge gut erforscht wurden. Solche „Baumsegler“ benötigen in der Regel über 100 Jahre alte Baumbestände, um dort verlassene Spechthöhlen als Seglerhöhlen nutzen zu können. Bruten wurden jedoch auch in einzelnstehenden, städtischen Bäumen nachgewiesen. Im Norden Fennoskandinaviens sowie in manchen Gegenden Russlands meidet der Mauersegler Ortschaften und bewohnt ausschließlich den Wald.
Sowohl im Brutgebiet als auch im Winterquartier kommt der Mauersegler dabei in allen Höhenbereichen vor, in denen die klimatischen Verhältnisse ein ausreichendes Angebot an Insekten gewährleisten. Die höchsten Brutplätze finden sich im Verbreitungsgebiet der Unterart A. a. pekinensis zwischen 1500 und 3300 Metern, solche Vögel wurden in mehr als 4.000 Metern bei der Nahrungssuche beobachtet, die höchsten beobachteten ziehenden Vögel befanden sich auf einer Höhe von 5700 Metern bei Ladakh.

### Wanderungen

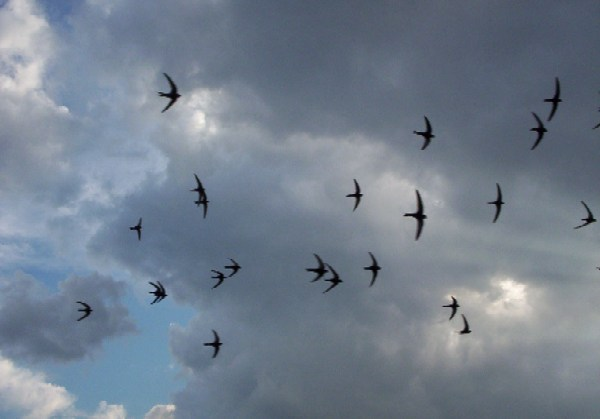
Mauerseglerschwarm

Mauersegler verbringen sowohl im Brutgebiet als auch im südafrikanischen Winterquartier nicht mehr als 3 bis 3½ Monate, die restliche Zeit des Jahres beanspruchen Weg- und Heimzug. Der Wegzug erfolgt kurz nach dem Ausfliegen der Jungvögel, in Mitteleuropa meist in der zweiten Julihälfte oder Anfang August. Erfolglose Brutvögel, Jungvögel und die noch nicht geschlechtsreifen Einjährigen wandern gewöhnlich zuerst ab, danach verpaarte Männchen und zuletzt die Brutpartnerinnen. Der längere Aufenthalt der Weibchen am Brutplatz dient dem Wiederaufbau der Fettreserven.
Der Zeitpunkt des Aufbruchs ist offenbar photoperiodisch determiniert und beginnt bei Unterschreitung einer Tageslänge von ungefähr 17 Stunden inklusive Dämmerungsphasen. Deshalb brechen weiter nördlich brütende Vögel später auf, beispielsweise in Finnland erst in der zweiten Augusthälfte. Durch die rapide sinkende Tageslänge durchqueren diese Nachzügler dann Mitteleuropa sehr rasch und werden deshalb feldornithologisch kaum bemerkt.
Die vorherrschende Zugrichtung von Mitteleuropa aus ist Südwest bis Süd, die Alpen bilden dabei keine Barriere. Vor allem bei schlechtem Wetter folgen die Mauersegler Flussläufen, an denen ein besseres Nahrungsangebot zu finden ist. Die west- und mitteleuropäischen Populationen ziehen vorwiegend über die Iberische Halbinsel und Nordwestafrika. Am beträchtlichen Durchzug im östlichen Mittelmeerraum sind hauptsächlich Vögel aus Südosteuropa und Russland beteiligt, die Lage der Zugscheide und des Mischgebiets ist unklar. Weiter folgen die westlich ziehenden Segler größtenteils der nordwestafrikanischen Atlantikküste, teilweise wird die Sahara auch direkt überflogen. In den Feuchtsavannen Afrikas angekommen, scheint sich die Zugrichtung nach Südosten zu ändern, bis die Hauptüberwinterungsgebiete erreicht werden. Diese liegen umso weiter südlich, je weiter südlich sich das sommerliche Brutgebiet der Vögel befindet. In Deutschland brütende Mauersegler ziehen beispielsweise bis in das südöstliche Afrika, in Schweden brütende dagegen nur bis zum mittleren Westafrika.
Während des Übersommerns in Afrika folgt offensichtlich eine große Zahl von Mauerseglern ständig der Innertropischen Konvergenzzone (ITCZ), die dem Gebiet des Sonnenhöchststands mit einmonatiger Verzögerung nachfolgt. In den dortigen Trockengebieten bewirken diese saisonalen Niederschläge vorübergehend ein reichhaltiges Angebot an Insekten, das die während dieser Zeit nahezu ununterbrochen in der Luft befindlichen Mauersegler konsequent nutzen.
Einige Mauersegler, wahrscheinlich ein Teil der einjährigen Vögel, verbleiben in Afrika. Der Großteil der heimziehenden Vögel zieht nordwärts durch Afrika, wobei die Zugrichtung etwas östlicher verläuft als beim Wegzug. Auch fliegen die Vögel beim Heimzug bevorzugt auf der Vorderseite von Tiefdruckgebieten, um die südwestliche Strömung im Warmsektor des Tiefs auszunutzen. Im Gegensatz dazu nutzen sie während des Wegzugs die nordöstlichen Winde auf der Rückseite eines Tiefs.
In Mitteleuropa treffen die Mauersegler in der Hauptsache in der zweiten Aprilhälfte und im ersten Maidrittel ein, und zwar in Niederungen und Gewässernähe eher als in höheren Lagen. Auch in nördlicheren Gebieten treffen die Vögel später ein. Das Wetter während des Zuges hat großen Einfluss auf die Zugdauer, so dass der Ankunftszeitpunkt auch lokal um etwa drei Wochen variieren kann. Bei der Rückkehr der Mauersegler in das Brutgebiet konnten vier Wellen identifiziert werden. Die erste Welle bildet die Vorhut, die etwa 12 – 14 Tage vor dem Vortrupp und dem Hauptteil eintrifft. Diese drei Gruppen enthalten durchweg geschlechtsreife Tiere. Etwa in der Mitte der dreimonatigen Aufenthaltsdauer erreicht die letzte Welle der Mauersegler die Brutgebiete. Hierbei handelt es sich um noch nicht geschlechtsreife Vögel.

### Wetterflucht
Aufkommendem Regenwetter begegnen Mauersegler durch so genannte zyklonale Wetterflüge. Bei Annäherung eines Tiefdruckgebiets ziehen viele Mauersegler vor dessen Wetterfronten her. Sie starten in vielen Fällen bereits, wenn die Kaltfront noch 500 bis 600 km entfernt ist. Die Vögel bilden rasch Trupps, die zunächst in den Warmsektor des Tiefs ziehen, wo sie selbst bei Regen noch genügend Nahrung finden. Später fliegen sie gegen den Wind durch die Kaltfront des Tiefdruckgebiets hindurch und sind so die kürzestmögliche Zeit den stärksten Regenfällen ausgesetzt. Meist umwandern die Mauersegler dabei das Zentrum des Tiefs im Uhrzeigersinn und kehren oft erst nach 1000 bis 2000 Kilometern wieder zum Ausgangspunkt zurück. Regelmäßig vermischen sich durch solche Wetterfluchten aber auch die Individuen verschiedener Regionen vorübergehend.
An den Wetterflügen nehmen besonders die nicht brütenden Vögel teil, also vor allem die Einjährigen. Aber auch die Brutvögel beteiligen sich oft an den Wetterfluchten. Die Jungvögel überdauern die Abwesenheit der Eltern meist in einer Art Hungerschlaf (siehe Hungerstarre).

## Nahrung und Nahrungserwerb
Mauersegler ernähren sich als Luftjäger ausschließlich von Insekten und Spinnen. Die regionale Häufigkeit bestimmter Beute im Luftraum und das Nahrungsspektrum der dortigen Vögel stimmen weitestgehend überein, so dass davon auszugehen ist, dass Mauersegler nicht wählerisch sind und alle erreichbaren Objekte geeigneter Größe verwerten. In Europa sind über 500 Arten als Beute nachgewiesen, wobei von einer wesentlich höheren Zahl auszugehen ist, da die bisherigen Untersuchungen hierzu sich nur auf recht wenige Standorte beschränken. Hauptbeute sind wohl Blattläuse, Hautflügler, Käfer und Zweiflügler, häufig spielen auch fliegende Ameisenstadien und in Afrika zudem Termiten eine wichtige Rolle. Bei Wahlmöglichkeit werden Beutetiere mit einer Körperlänge von mehr als 5 Millimetern bevorzugt, zu den größten als Beutetier nachgewiesenen Tieren zählt die Hausmutter, ein Eulenfalter mit einer Körperlänge von 26 bis 29 Millimetern.

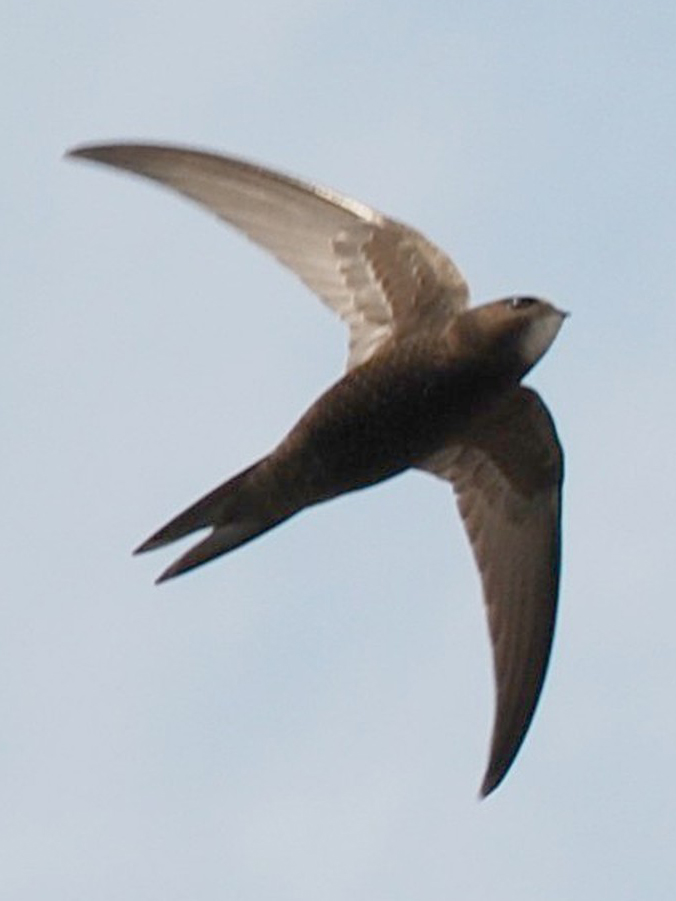
Mauersegler im Flug

Der Nahrungserwerb erfolgt praktisch ausschließlich in der Luft, ein Ablesen von Nahrung an Dachrinnen, Vordächern oder Ähnlichem ist selten. Je nach Wetter und Verteilung des Angebots jagen Mauersegler in wechselnden Gebieten und Höhen, bei niedrigen Temperaturen oft in geringem Abstand zur Vegetation. Normalerweise liegt die Flughöhe zwischen 6 und 50 Metern, an warmen Tagen oft aber auch über 100 Meter über dem Boden. Auch folgen Mauersegler ihrer Beute, wenn diese in der aufsteigenden Thermik hochgespült wird. So jagen sie auch in Höhen bis zu den Wolkenuntergrenzen von Kumuluswolken. In Mitteleuropa sind dies Höhen von bis zu etwa 3.000 m. Segelflugzeugpiloten nutzen Schwärme von jagenden Mauerseglern als Thermikindikatoren: Wo sich Mauersegler in größeren Höhen aufhalten, sind mit hoher Wahrscheinlichkeit auch aufsteigende Luftströmungen zu finden.
Der größte Jagderfolg ergibt sich vermutlich bei windstiller und warmer Witterung. Die Nahrungssuche erfolgt im Wechsel zwischen Schlag- und Gleitflug mit raschen Richtungsänderungen; dabei wird der Schnabel erst beim Zuschnappen geöffnet. Allerdings erreichen Mauersegler nicht die extreme Wendigkeit der Schwalben, die zudem auch gezielt größere Insekten ergreifen als Mauersegler. Die Luftjagd der Schwalben gilt als wesentlich effektiver. Bei der Nahrungssuche halten voneinander entfernt fliegende Vögel optisch Kontakt, so dass sich bei Aufsteigen schwärmender Ameisen oft binnen weniger Minuten Hunderte von Mauerseglern einfinden.
Die Nestlingsnahrung unterscheidet sich nicht wesentlich vom sonstigen Beutespektrum der Altvögel, sie besteht fast ausschließlich aus Objekten von 2 bis 10 Millimetern Länge. Brutvögel sammeln die Nahrung im Kehlsack, bis eine definierte Menge beisammen ist, was bei gutem Wetter bereits in knapp 40 Minuten erledigt sein kann, bei schlechter Witterung aber erheblich länger dauert. Ein fütterndes Brutpaar kann bei guten Bedingungen an einem Tag 50 Gramm Futter herbeischaffen, was mehr als 20.000 Insekten oder Spinnentieren entspricht.
Das Trinken erfolgt in einem schnellen, geraden Gleitflug, wobei der Körper einen Winkel von etwa 20 bis 35 Grad zur Wasseroberfläche bildet. Die Flügel werden dabei in V-Stellung gehalten. Der Schnabel taucht auf einer Strecke von ungefähr einem halben Meter ein und nahezu gleichzeitig mit dem Öffnen des Schnabels werden die Schwanzfedern abwärts gedrückt.

### Hungerstarre
Ältere, befiederte Nestlinge können durch Schlechtwetterperioden und Wetterflucht der Altvögel verursachten Nahrungsmangel überstehen, indem sie torpide werden. Dabei werden alle Körperfunktionen auf ein Minimum heruntergefahren, Herzschlag und Atmung verlangsamen sich. Die Körpertemperatur sinkt vom ungefähr bei 39 °C liegenden Normalwert nach einer Weile nachts bis knapp über die Umgebungstemperatur ab. Zunächst werden die Fettreserven verbraucht, zuletzt auch Körpergewebe angegriffen, vor allem die Muskulatur oder die Leber. Auf diese Art können die Nestlinge ein bis zwei Wochen ohne Nahrung überdauern. Wenn die Körpertemperatur 20 °C unterschreitet, tritt in der Regel der Tod ein.
Auch Altvögel können in beschränktem Maße torpide werden, aber dabei nur drei bis vier Tage ohne Nahrung überstehen. Wenn die Tiere bei einer Wetterflucht nicht in Gegenden mit besseren Bedingungen gelangen, sammeln sie sich dicht gedrängt und bewegungslos an Mauern und Felswänden. Beobachten kann man die Mauersegler in diesem Zustand kaum, da sie sich in geschützte Nischen zurückziehen, weil sie aufgrund stark reduzierter Reflexe sonst Feinden hilflos ausgeliefert wären.

## Fortpflanzung und Lebenserwartung
Mauersegler werden frühestens am Ende des zweiten Lebensjahres geschlechtsreif, die einjährigen Vögel verbringen also nach der Rückkehr aus Afrika die erste Saison im Brutgebiet noch ohne sich fortzupflanzen. Teilweise werden aber schon potenzielle Bruthöhlen inspiziert und auch besetzt. Adulte Mauersegler führen eine monogame Ehe zumindest für eine Saison, in der Regel aber über viele Jahre. Die partnerschaftliche Treue basiert auf einer ausgeprägten Nistplatzbindung. Die Partner treffen nicht gemeinsam, sondern meist im Abstand von etwa 10 Tagen im Brutgebiet ein.

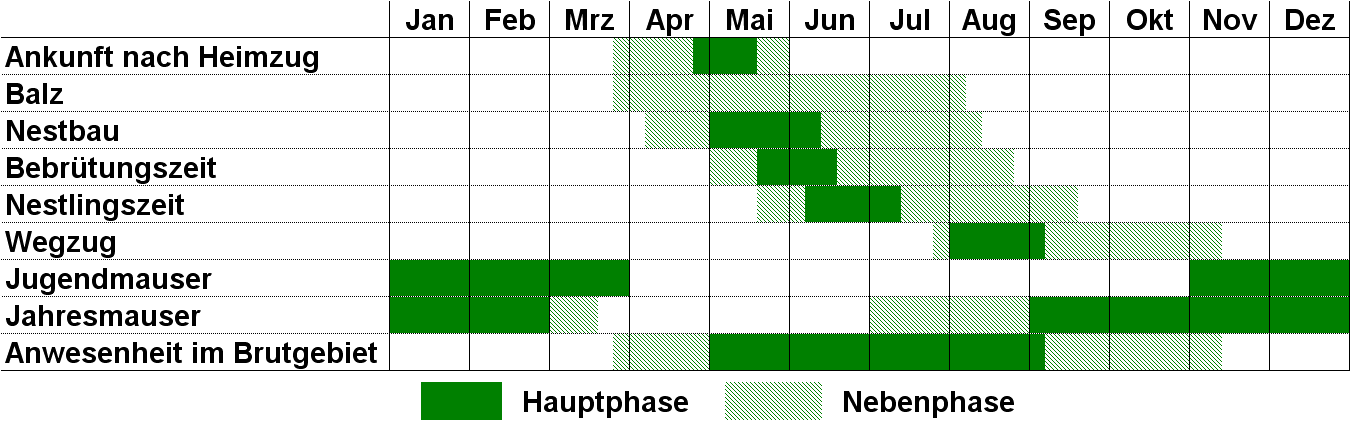
Jahreszyklus bezogen auf Baden-Württemberg (48° 30′ N)

Die nur etwa dreimonatige Brutperiode ermöglicht nur eine Jahresbrut, Ersatzbruten bei Gelegeverlust gibt es dennoch häufig, meist im selben Nest. Der Bruterfolg ist stark wetterabhängig. Wegen der hohen Lebenserwartung des Mauerseglers beeinflussen jedoch selbst Jahre ohne Nachwuchs den Bestand kaum.

### Neststandort und Nest
Die gesellig in Kolonien brütenden Mauersegler bevorzugen Neststandorte in dunklen, größtenteils horizontalen Hohlräumen mit der Möglichkeit eines direkten Anflugs. Die meist 6 bis 30 Meter hoch gelegenen Höhleneingänge werden mittels einer sogenannten Unterfliegungslandung angeflogen, bei der ein erheblicher Teil des Schwungs durch einen kurzen Steigflug vor der Landung abgebremst wird. Das Nest befindet sich im Regelfall in der hinteren Höhlenecke, möglichst weit vom Eingang entfernt. Zwischen Höhleneingang und Nest können gegebenenfalls Röhren mit mindestens 10 Zentimetern Durchmesser und einer Länge von bis zu 70 Zentimetern kriechend bewältigt werden. Im Gegensatz zum Alpensegler, bei dem sich mehrere Paare einen Eingang teilen können, beansprucht jedes Mauerseglerpaar normalerweise einen separaten Eingang.
Der Nestbau erfolgt durch beide Partner und kann schon einen Tag nach der Verpaarung beginnen. Das Sammeln von Nistmaterial erfolgt dabei im Flug, mit gelegentlichen Unterbrechungen aufgrund der Windabhängigkeit. Die Objekte, die aerodynamisch keinen allzu großen Widerstand leisten dürfen, werden meist im Schnabel transportiert, seltener im Kehlsack oder mit den Füßen. Je nach Angebot werden so Halme, Blätter, Knospenschuppen, Samen, Fasern, Haare, Federn, Textil- und Papierfetzen verbaut. Das Nest bildet eine unordentliche, flache Schale mit einer zentralen Vertiefung, die mit klebrigem, rasch erhärtendem Speichel überzogen wird. Häufig wird ein Nest viele Brutperioden nacheinander benutzt und alljährlich nur ergänzt und neu eingespeichelt, wobei der Durchmesser von 9 Zentimetern bei Neuanlage auf 15 Zentimeter anwachsen kann. Vorgefundene Bauten anderer Höhlenbrüter wie Star, Haussperling oder Hausrotschwanz werden gelegentlich gewaltsam übernommen und überbaut, manchmal samt Eiern oder Jungvögeln. Überbaute Nester verursachen so mitunter erheblichen Gestank, was die Mauersegler offensichtlich nicht stört.

### Balz und Paarung
Die Flugbalz beginnt bei gutem Wetter unmittelbar nach Ankunft im Brutgebiet, kann aber auch bereits im Winterquartier ab Anfang November beginnen. Beim Balzflug verfolgen sich zwei Segler im Abstand von einem bis zehn Meter, vermutlich handelt es sich beim Verfolger um das Männchen, das mit einer typischen V-Stellung der Flügel überfallartig versucht, das Weibchen zu erreichen. Dieses Balzfliegen wirkt animierend, so dass weitere Vögel sich anschließen oder die Jagd auf einen anderen Vogel eröffnen. Häufig geht eine solche kollektive Flugbalz recht unvermittelt in die Nahrungssuche über.
Manchmal kommt es auch zur Paarbildung am Nistplatz, insbesondere das Zusammenfinden früherer Partner erfolgt oft in der Bruthöhle. Der Eindringende wird dabei zunächst vom Höhlenbesitzer mit lauten Schreien und heftigen Drohgesten empfangen. Die sehr erregten Tiere richten sich mehrfach auf, was als Beschwichtigungsgeste zu interpretieren ist, nur langsam entspannt sich die Situation und eine gegenseitige Gefiederpflege schließt sich an. Handelt es sich beim Ankömmling um den Partner aus dem Vorjahr, sind die Drohgesten schwächer und der Übergang zum gegenseitigen Putzen erfolgt erheblich schneller.
Kopulationen erfolgen sowohl in der Bruthöhle als auch in der Luft. Bei der Vereinigung am Nistplatz hält sich das Männchen mit dem Schnabel im Genick und mit den Füßen im Gefieder der ruhig liegenden Partnerin fest. Während das Weibchen den Schwanz hebt, windet das Männchen seinen Hinterleib abwärts. Gewöhnlich folgen drei bis vier Begattungen aufeinander. Die offenbar nur bei gutem Wetter vollzogenen Flugkopulationen beginnen in einer Höhe von etwa 80 Metern und erinnern an die Flugbalz. Das zunächst ruhig geradeaus fliegende Weibchen beginnt mit den Flügeln zu vibrieren und verliert an Fahrt. Das folgende Männchen steigert sein Tempo, schwebt schräg von oben auf die Partnerin und verkrallt sich im Rückengefieder. Während der Begattung bleiben die Flügel ruhig. Bei der Kopulation verliert das Paar an Höhe und Geschwindigkeit und trennt sich im Normalfall nach zwei bis vier Sekunden wieder.
Die evolutionäre Bedeutung solcher Begattungen „on the wing“ ist schwer zu erklären, da es nachgewiesenermaßen auch zu Kopulationen in der Bruthöhle kommt und sich die Frage stellt, welchen Grund es haben kann, dass sich die Vögel dabei einem solchen Risiko aussetzen. Aber die Flugkopulationen sind durch zahlreiche wissenschaftliche Quellen belegt, auch bei anderen Seglerarten. Die Vermutung, dass Flugkopulationen für das Weibchen eine Möglichkeit der sexuellen Selektion darstellen könnten, ist nicht haltbar, da die Häufigkeit einer außerpartnerschaftlichen Vaterschaft bei Mauerseglern selbst für einen „normalen“ Koloniebrüter ausgesprochen niedrig zu sein scheint.

### Gelege und Brut

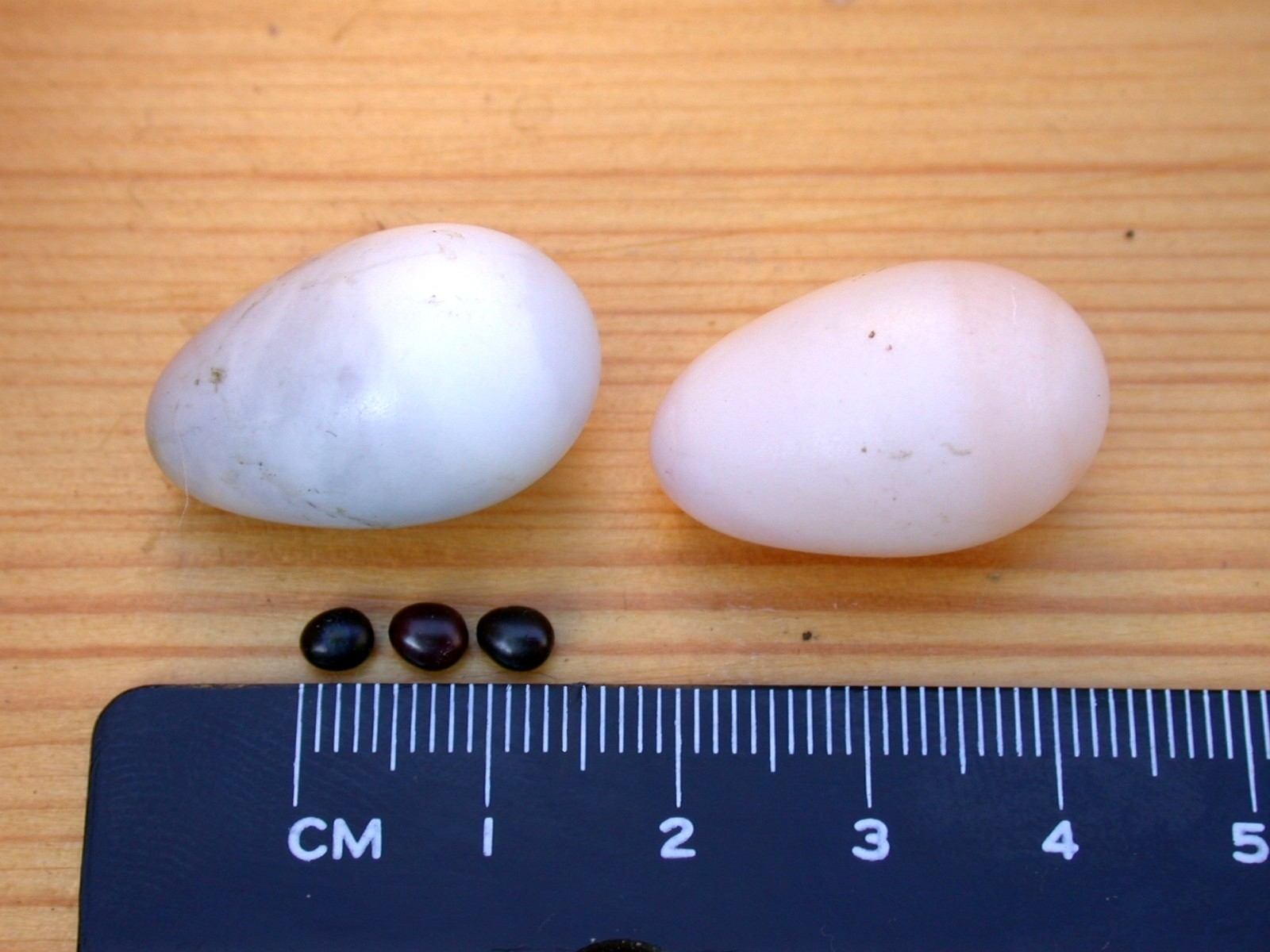
Eier des Mauerseglers, unten Puppen der Mauerseglerlausfliege

Die Eier sind länglich elliptisch, aber ungleichhälftig. Sie messen 25 × 16 Millimeter, die Schale ist weiß und glanzlos, die grauen Flecken stammen vom Kot der Seglerlausfliege. In mehr als 90 Prozent der Fälle besteht das Gelege aus 2 bis 3 Eiern, gelegentlich aus nur einem Ei und sehr selten aus 4 Eiern. Üblicherweise erfolgt die Eiablage in Mitteleuropa in der zweiten Maihälfte, meist während des Vormittags.
Sowohl die Gelegegröße als auch die im Durchschnitt 19 Tage dauernde Bebrütungszeit sind stark witterungsabhängig, die Brutdauer kann zwischen 18 und 27 Tagen liegen. Eine solche zeitliche Variabilität und Länge stellt eine Besonderheit bei einem Vogel dieser Größe dar. Die Partner wechseln sich beim Brüten ab und brüten offenbar zu annähernd gleichen Teilen, bei witterungsbedingten Brutpausen sind die Eier gegen Auskühlung resistent.

### Entwicklung der Jungen

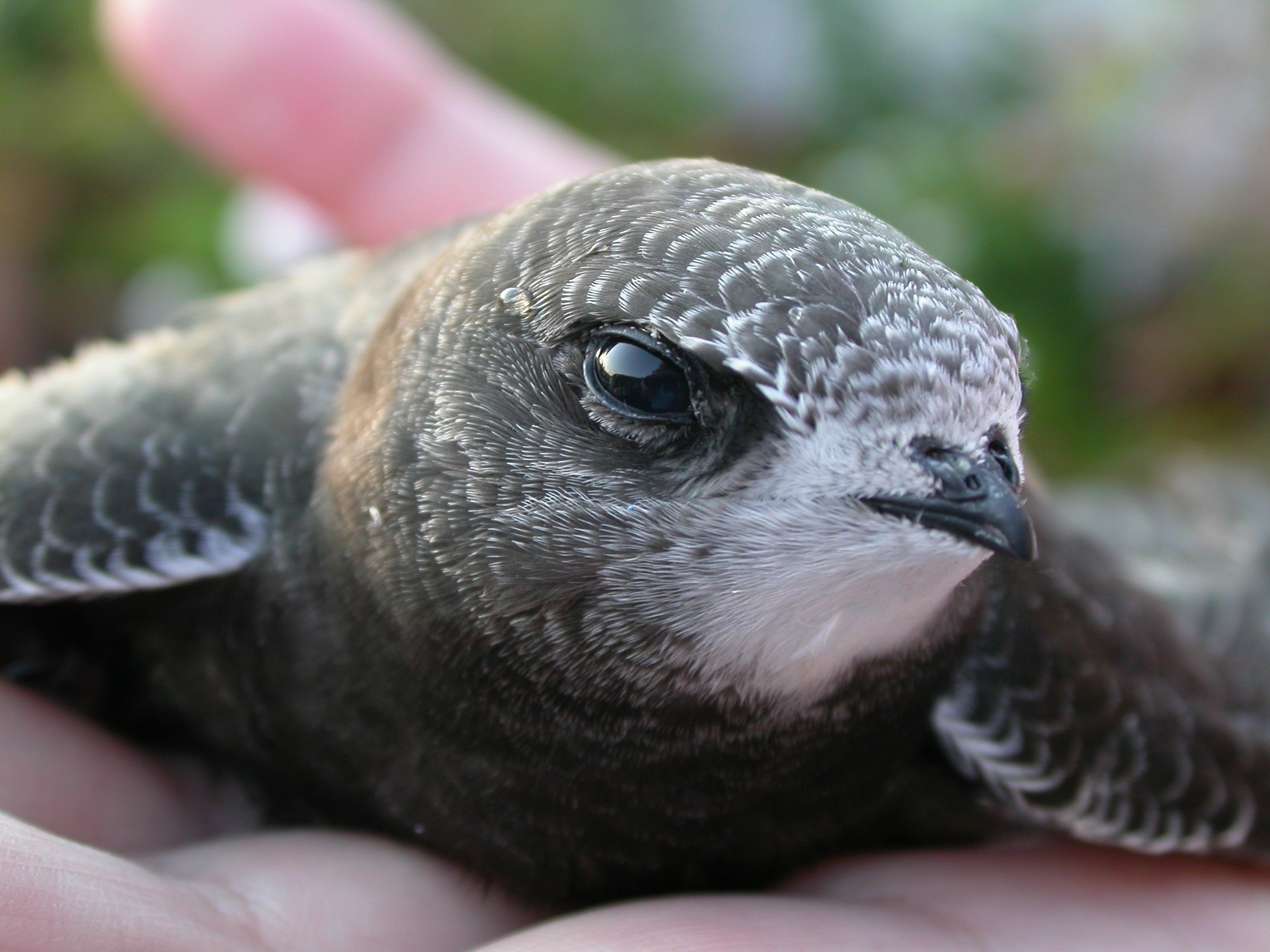
Jungvogel

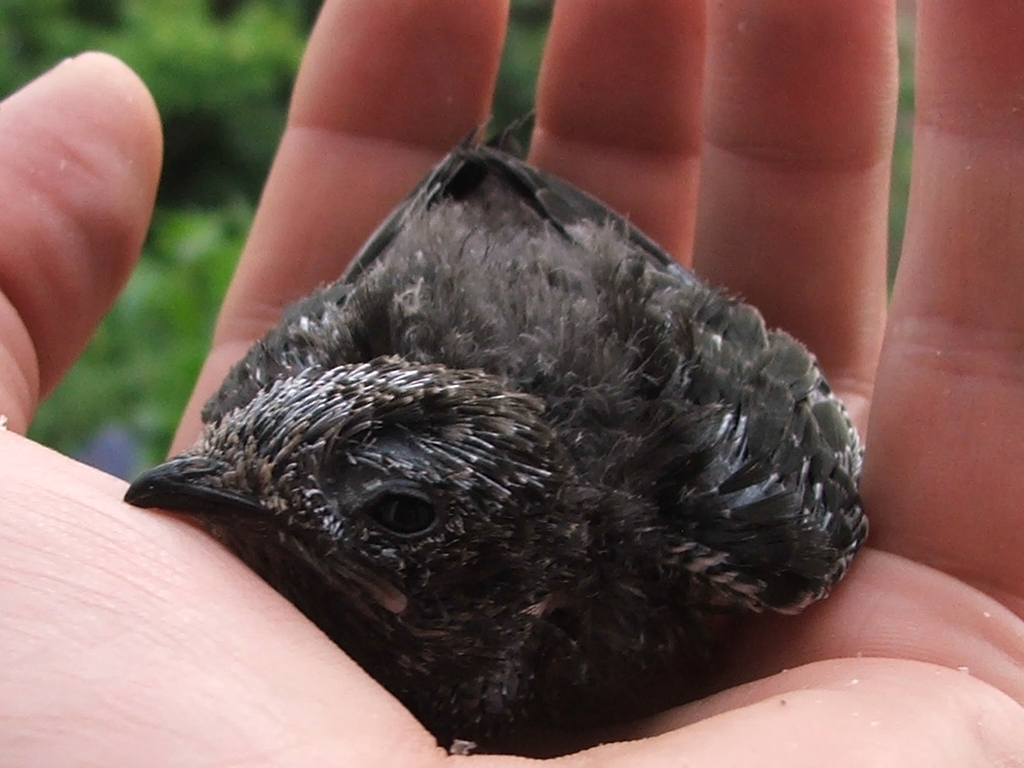
Mauerseglerjunges, aus dem Nest gefallen, 2–3 Wochen alt

Geschwister schlüpfen meist innerhalb von zwei Tagen, sie sind dabei blind und völlig nackt. Die Nestlingszeit ist wie die Brutdauer stark witterungsabhängig und kann zwischen 38 und 56 Tagen liegen, meist sind es knapp über 40 Tage. In den ersten 2 bis 7 Tagen hudern die Altvögel nahezu ständig, später bei günstiger Witterung nur noch nachts. Die Nahrung wird von den Eltern im Kehlsack gesammelt und mit Speichel zu einer haselnussgroßen Kugel geformt, in der viele Kleintiere noch am Leben sind. Nur in den ersten Tagen wird der Ballen in Portionen an die Nestlinge verteilt, später als Ganzes an die rufend mit Schnabelschwenken bettelnden Jungen übergeben. Frische Exkremente werden von den Altvögeln anfangs verschluckt, später im Kehlsack fortgetragen.
Nach 2 bis 3 Wochen hopsen die Jungen in der Brutnische flatternd umher, wobei sie sich anfänglich nach wenigen Sekunden wieder ausruhen. Mit etwa einem Monat stemmen sie mit gestreckten Flügeln ihren Körper hoch, so dass die Füße abheben, diese Stellung können sie vor dem Ausfliegen 10 oder mehr Sekunden halten. Auch nachts vollführen Nestlinge typische Flugbewegungen.
Unter optimalen Bedingungen können Nestlinge, die beim Schlüpfen ungefähr drei Gramm wiegen, ihr Höchstgewicht von bis zu 60 Gramm in nicht einmal drei Wochen erreichen, sie wiegen dann das Anderthalbfache eines Altvogels. Erst ein paar Tage bevor sie flügge werden, stellen sie das Betteln ein und magern auf das optimale Fluggewicht von etwa 40 Gramm ab. Untersuchungen haben ergeben, dass selbst auf den Rücken geklebte Zusatzgewichte oder gestutzte Flügelspitzen nicht die Fähigkeit der Jungvögel beeinträchtigen, ihr Gewicht optimal auf den Tag des Ausfliegens abzustimmen. Man geht davon aus, dass die oben beschriebenen „Liegestütze“ in diesem Zusammenhang auch die Bestimmung des Verhältnisses von Körpergewicht und Flügelfläche ermöglichen.
Am Tag des Ausfliegens verbringen die Nestlinge den größten Teil des Tages am Flugloch. Es vergehen oft viele Stunden, in denen der Vogel mit gespreizten Flügeln und ausgebreitetem Schwanz immer wieder den Kopf hinausstreckt. Die Eltern sind beim Ausfliegen nicht zugegen, bei Spätbruten befinden sie sich unter Umständen bereits auf der Reise ins Winterquartier. Vermutlich zum Schutz vor Beutegreifern erfolgt das Ausfliegen meist in den Abendstunden. Die Jungvögel sind sofort selbstständig und verbringen gleich die erste Nacht in der Luft, wie mit Telemetriesendern nachgewiesen wurde.

### Lebenserwartung
Mauersegler weisen eine hohe Lebenserwartung und eine unter Vögeln ungewöhnliche Altersstruktur auf, in denen höhere Lebensalter noch gut vertreten sind. Die jährliche Sterberate adulter Vögel wird im Mittel auf 20 Prozent geschätzt. Die mittlere Lebenserwartung erwachsener Vögel liegt zwischen 4,3 und 6,2 Jahren, für flügge Jungvögel liegt sie bei ungefähr 2,4 Jahren. Ein Alter von 10 und mehr Jahren ist keine Seltenheit, einige Male konnte durch Beringung schon ein Alter von mehr als 20 Jahren nachgewiesen werden.
Der direkte oder indirekte Einfluss des Wetters auf die Lebenserwartung ist erheblich. Bei anhaltend nasskaltem Wetter mit Temperaturen tagsüber unter 10 bis 12 Grad ist die Existenz ganzer Populationen bedroht, wenn eine solche Wetterlage zudem großräumig ist oder eine weitere Wetterflucht durch Barrieren verhindert wird. Ein solches Massensterben adulter Tiere kann eine Population nachhaltig dezimieren, wohingegen ein einjähriger Brutausfall in Folgejahren normalerweise kompensiert werden kann.

## Feinde und Parasiten

### Feinde
Die natürlichen Feinde des Mauerseglers sind in Mitteleuropa vor allem Baumfalke und Wanderfalke, die den Mauersegler auch häufig im freien Luftraum erbeuten. Für einige andere Greifvogelarten wie Turmfalke und Sperber sowie für Eulen sind Mauersegler eher eine seltenere Gelegenheitsbeute, vor allem wenn die Tiere aufgrund anhaltend nasskalter Witterung durch Nahrungsmangel geschwächt sind. Bei schlechtem Wetter gelingt es auch Hauskatzen mitunter, die dann niedrig fliegenden Vögel zu ergreifen. In der Bruthöhle stellen Steinmarder und Wiesel gelegentlich eine Bedrohung dar.

### Parasiten

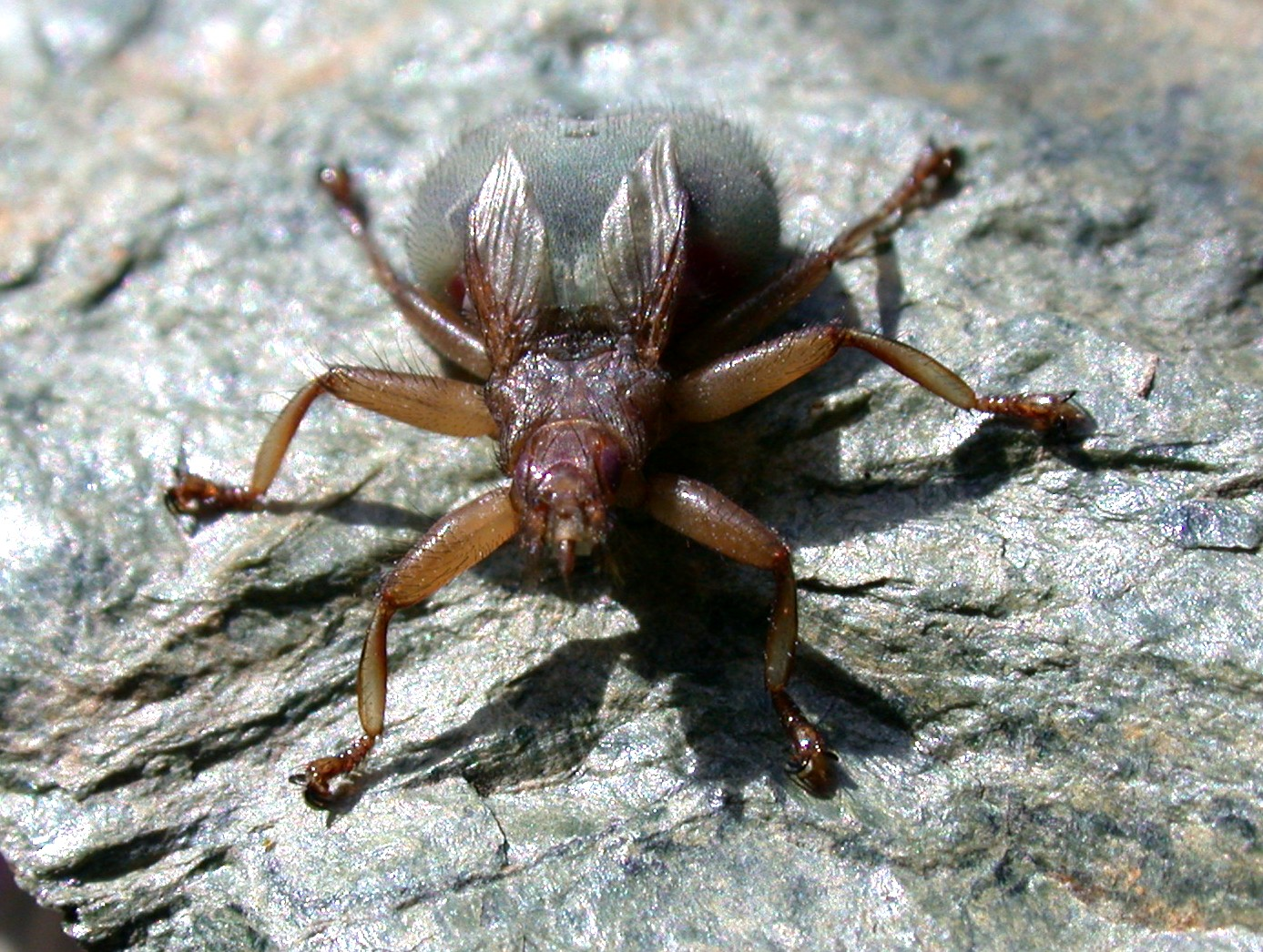
Vollgesogene Lausfliege

Besonders hervorzuheben ist die Mauerseglerlausfliege (Crataerina pallida), ein auf diese Art spezialisierter Parasit. Der Lebenszyklus der Lausfliegen ist mit dem der Segler synchronisiert, die in der Bruthöhle abgelegten Larven schlüpfen mit den Vogelnestlingen.
Die bevorzugt an Hals und Bauch Blut saugenden, 6 bis 10 Millimeter großen Parasiten können Jungvögel schwächen. Ob hierdurch die Sterblichkeit des Mauerseglers beeinflusst wird, ist nicht bekannt. Bis zu 12 Lausfliegen können sich im Gefieder eines Nestlings befinden; bei einem Altvogel können es bis zu 20 sein. Die Parasiten werden, wenn sie erreichbar sind, offenbar nur entfernt, aber nicht gefressen. Die Mauerseglerlausfliegen können selbst nicht mehr aktiv fliegen, sondern nur noch segeln.
Neben Lausfliegen kommen auch andere Parasiten wie Bandwürmer, Milben, Wanzen und Läuse vor. Ihr Einfluss auf die Sterblichkeit und Lebenserwartung ist unklar.

## Verhalten

### Aktivität während der Brutzeit
Der Beginn der Aktivität ist stark wetterabhängig. Die im Nest nächtigenden Brutvögel verlassen dieses im Juni am mitten durch Deutschland verlaufenden 50. Breitengrad durchschnittlich 15 Minuten vor Sonnenaufgang; am 60. Breitengrad, der durch Südfinnland verläuft, hingegen eine Stunde vor Sonnenaufgang aufgrund der längeren Dämmerung. Bei Bewölkung, stärkerem Wind und niedriger Temperatur begeben sich die Vögel oft wesentlich später und erst bei weit größerer Helligkeit in die Luft, bei sehr schlechter Witterung unternehmen sie keine oder nur unregelmäßige, sporadische Ausflüge. Das Aktivitätsende ist hingegen weit weniger vom Wetter beeinflusst und liegt beispielsweise am 50. Breitengrad im Juni bei klarem Wetter ungefähr bei einer halben Stunde nach Sonnenuntergang. Zur besseren Ausnutzung des Tageslichts erfolgen Nahrungsflüge auch über Anhöhen, während die in den Tälern liegenden Brutplätze noch oder schon im Dunkeln liegen.

### Steigflüge während der Dämmerung
Mauersegler steigen häufig im Laufe der Abenddämmerung innerhalb etwa einer halben Stunde auf Höhen von 2000 bis 3000 m auf. Da die Vögel bei Tagesanbruch ebenfalls einen solchen Steigflug absolvieren, ist die lange gehegte Vermutung, dieser Steigflug stünde im Zusammenhang mit der Übernachtung in der Luft, nicht mehr haltbar. Sowohl beim abendlichen als auch beim morgendlichen Aufsteigen erreichen die Mauersegler die größte Höhe etwa während der nautischen Dämmerung. Die dabei erreichte Höhe scheint einen Zusammenhang zur Lufttemperatur aufzuweisen, nicht aber mit der Wolkenuntergrenze, der Feuchtigkeit oder dem Vorhandensein von Insekten. Am Abend dauert der sich an den Aufstieg anschließende Sinkflug etwa doppelt so lang wie der Aufstieg, am Morgen ist es genau umgekehrt, dort ist die Steiggeschwindigkeit nur etwa halb so groß wie die Sinkgeschwindigkeit. Das gleiche Verhaltensmuster zeigen die Vögel auch während der luftgebundenen Lebensweise im afrikanischen Winterquartier.
Vermutet wird, dass diese Steigflüge zwei Gründe haben könnten: Zum einen könnte es sein, dass die Mauersegler dabei ihren Magnetsinn kalibrieren, denn während der Dämmerung sind Polarisationsmuster gut erkennbar und die Sterne bereits zu sehen, zudem ermöglicht die große Höhe einen guten Überblick über die Landschaft und eine ungestörte Wahrnehmung des Erdmagnetfelds. Zum anderen könnten die Mauersegler mit den Steigflügen einen Überblick über das Wetter und die Bedingungen in der Atmosphäre gewinnen, wie Windstärke und -richtung sowie Temperatur in verschiedenen Höhen.

### Übernachtung in der Luft
Bereits im 18. Jahrhundert war von Lazzaro Spallanzani vermutet worden, dass Mauersegler in der Luft nächtigen, da er oft abends beobachten konnte, wie sie sich immer höher schraubten. Obwohl diese Schlussfolgerung so wohl nicht stimmt, da der abendliche Steigflug andere Gründe zu haben scheint (siehe voriger Abschnitt), ist mittlerweile erwiesen, dass Mauersegler, insbesondere die nicht brütenden Vögel, häufig fliegend übernachten. Die Nacht verbringen die Segler einzeln oder in Schwärmen in Höhen zwischen 400 und 3600 Metern und sind dabei meist stumm.
Zu Beginn der Nacht ist eine Phase mit vermindertem Flügelschlag zu beobachten, wenn die Vögel nach dem abendlichen Steigflug im Gleitflug allmählich wieder an Höhe verlieren. Für den Rest der Nacht scheinen die Gleitphasen kürzer als am Tage, was auf die geringere Thermik zurückzuführen sein könnte. Diese Beobachtung steht allerdings im Widerspruch zum beobachteten Verhalten des Alpenseglers, bei diesem scheinen die Gleitphasen nachts grundsätzlich länger zu sein.
Offenbar versuchen die Vögel, möglichst stationär zu bleiben, und fliegen vergleichsweise langsam gegen den Wind, so dass sie bei stärkeren Winden sogar rückwärtig abgetrieben werden und morgens zurückfliegen müssen, um wieder zum Ausgangspunkt zu gelangen. Unklar ist, wie sich Mauersegler nachts erholen, da die Miniaturisierung der zur Forschung erforderlichen Telemetrieausrüstung noch nicht ausreichend ist, um sie für Vögel dieser Größe zu verwenden. Man vermutet eine Art Halbhirnschlaf, wie er ähnlich von anderen Tierarten bekannt ist.
Über die evolutionären Vorteile des Nächtigens in der Luft wird viel spekuliert und diskutiert. Selbst für einen so gut an das Leben in der Luft angepassten Vogel stellt die Übernachtung im Flug einen beträchtlichen energetischen Mehraufwand gegenüber der Nächtigung am Boden dar. Sicher ist, dass die Vögel nicht zur nächtlichen Insektenjagd in der Luft verbleiben, da sie hierfür nicht ausreichend sehen können. Ein Erklärungsversuch unterstellt als Ausgangspunkt einen Mangel an geeigneten Schlafgelegenheiten, insbesondere im afrikanischen Winterquartier, wo geeignete Nist- und Schlafplätze bereits durch 20 andere dort brütende einheimische Seglerarten beansprucht werden. Dieser Theorie zufolge hat der Mauersegler im übertragenen Sinn aus der Not eine Tugend gemacht, denn mit dem Verzicht auf eine bodengebundene Schlafmöglichkeit ist es ihm möglich, dem sich verlagernden größten Nahrungsangebot in der innertropischen Konvergenzzone (siehe auch Wanderungen) konsequent zu folgen.

### Außerbrutzeitliche luftgebundene Lebensweise
Außerhalb der Brutzeit befinden sich die Mauersegler für den Zeitraum von zehn Monaten über 99 % der Zeit in der Luft. In Afrika südlich der Sahara, wo die Vögel sich während der nordhemisphärischen Wintermonate aufhalten, sind bisher keine Schlaf- oder Rastplätze bekannt. Um das Verhalten der Mauersegler außerhalb der Brutzeit zu erforschen, wurden einige in Südschweden brütende Vögel zwischen 2013 und 2014 mit Bewegungssensoren und Datenloggern versehen. Bei insgesamt 13 Individuen war nach Wiederfang eine Auswertung der Daten möglich, bei 5 davon für beide Jahre. Für einen Mauersegler wurde dabei während 314 Tagen lediglich eine inaktive Phase von zwei Stunden registriert.
Einige andere Vögel befanden sich wie dieser praktisch ununterbrochen in der Luft, bei manchen wurden allerdings auch sich wiederholende nächtliche Ruhephasen festgestellt, die jedoch selten länger als zwei Stunden dauerten. Da einige Individuen praktisch ohne Flugpausen auskamen und es nur wenige die ganze Nacht andauernde Ruhepausen gab, ist zu vermuten, dass solche Pausen für Mauersegler physiologisch nicht notwendig und die wenigen registrierten Pausen möglicherweise auf schlechtes Wetter zurückzuführen sind.

### Sozialverhalten
Mauersegler sind das ganze Jahr über gesellig und leben zur Brutzeit im Regelfall in Kolonien, in denen viele Aktivitäten synchron erfolgen. Besonders auffallend sind die nur bei gutem Wetter vorwiegend abends zu sehenden sozialen Flugspiele, die sogenannten „Screaming Parties“, die von lauten Rufen begleitet werden. Dabei bilden die Vögel einen mehr oder weniger geschlossenen Schwarm, der zeitweilig in großer Höhe kreist und wiederholt mit rasanter Geschwindigkeit dicht an den Nistplätzen vorbeifliegt. Daran beteiligen sich alle Vögel der Kolonie, auch die Brutvögel und im Spätsommer die flüggen Jungen. Bei diesen Flugspielen sind sehr komplexe Flugmanöver zu sehen, teilweise erinnern diese an die Balzflüge. Auf die „Screaming Parties“ folgt oft unmittelbar der abendliche Steigflug. Besonders intensiv sind die Flugspiele kurz vor dem Wegzug; möglicherweise dienen sie der sozialen Synchronisation.

### Bewegung am Boden
Ein Aspekt der extremen Anpassung des Mauerseglers an den Luftraum sind auch die kleinen Füße, die sich für Bodenlandungen und die Fortbewegung am Boden nicht sonderlich eignen. Am Boden steht er auf den Krallen und Fersengelenken; mit leicht gesenktem Kopf und weit ausholender Bewegung der etwas gespreizten Füße vermag der Mauersegler eidechsenartig zu laufen, was einen recht unbeholfenen Eindruck macht. Mittels der vier nach vorn gerichteten Krallen vermögen erwachsene Vögel ausgezeichnet zu klettern. An Zweigen oder Stangen können Mauersegler hängen, nicht aber darauf sitzen.
Auch wenn Mauersegler es nach Möglichkeit vermeiden, auf flachem Boden zu landen, können gesunde Tiere entgegen anders lautenden Behauptungen mühelos vom Boden starten, sofern eine ausreichende freie Strecke für den Start vorhanden ist. Mit den Füßen kann sich der Vogel dabei 30 bis 50 Zentimeter vom Boden hochkatapultieren oder sich nach einem Sprunglauf von 3 bis 5 Schritten in die Luft erheben. Obwohl die Spitzen der Handschwingen bei einem solchen Start den Boden berühren, stößt sich der Mauersegler nie mit den Flügeln vom Untergrund ab. Insbesondere geschwächte Tiere klettern auch Wände und Bäume empor, um sich von dort in den Luftraum fallen lassen zu können.

### Komfortverhalten

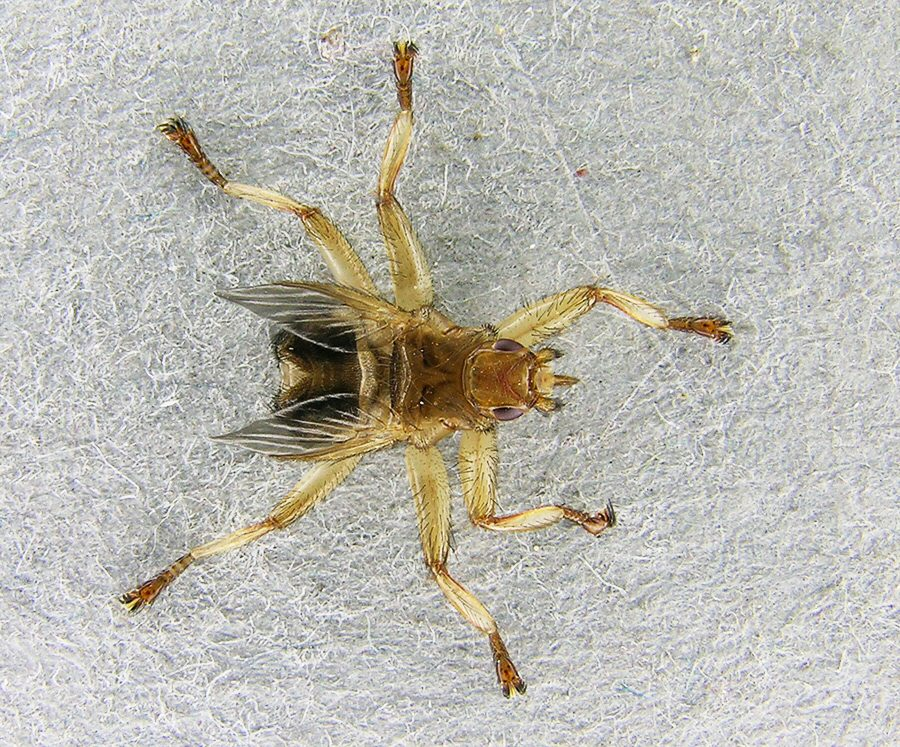
Mauerseglerlausfliege (Crataerina pallida)

Zur Gefiederpflege werden Brust und Schultern sowie die Flügeldecken bis zur Handmitte im Flug mit dem Schnabel bearbeitet, nötigenfalls wird der betreffende Flügel kurz angelegt. Das Reinigen der mit dem Schnabel nicht erreichbaren Gefiederteile und das Ordnen der Schwungfedern geschieht durch rasches, alternierendes Vor- und Zurückziehen der Schwingen entlang der Flanken. Auch der sogenannte „Flattersturz“, bei dem der Vogel mit den Flügeln schlagend abwärts wirbelt, ist offenbar eine Reaktion auf störende Reize im Gefieder, wahrscheinlich dient es auch dem Abschütteln von Lausfliegen. In der Höhle sitzende Tiere verbringen die meiste Zeit mit Putzhandlungen. Dank der enormen Drehbarkeit des Kopfs werden sämtliche Körperzonen erreicht. Wirklich alle Gefiederteile – natürlich mit Ausnahme von Kopf, Hals und Nacken – erreichen Mauersegler aber nur hängend.

### Aggressions- und Feindverhalten
Gegenüber unbekannten Artgenossen verhalten sich Mauersegler in der Bruthöhle sehr aggressiv. Der Höhlenbesitzer bewegt sich drohend mit gestreckten und angehobenen Flügeln auf den Eindringling zu und stellt zudem durch Anheben des zugewandten Flügels und Seitwärtskippen des Körpers seine Füße als „Waffen“ zur Schau. Reagiert der eindringende Vogel mit dem gleichen Verhalten, kämpfen die Vögel ineinander verkrallt mit Flügelschlägen und Schnabelhieben. Solche heftigen von lauten Rufen begleiteten Auseinandersetzungen dauern inklusive gelegentlicher Unterbrechungen häufig über 20 Minuten, manchmal sogar 2 bis 5 Stunden. Dabei können auch Eier und Jungvögel aus dem Nest fallen. Die Auseinandersetzungen mit artfremden Nistplatzkonkurrenten wie Star oder Haussperling ähneln intraspezifischen Auseinandersetzungen, nur wird der Gegner in diesem Fall nicht selten verletzt oder getötet.
Bei Erscheinen eines Baumfalken und anderer größerer Greifvögel bilden Mauersegler einen Schwarm, oft auch gemeinsam mit Schwalben. Sie kreisen dann gemeinschaftlich über und hinter dem Angreifer und schrauben sich wie dieser in die Höhe. Gelegentlich erfolgen vermutlich auch Scheinangriffe. Entfernt sich der Feind, wird er noch eine Weile verfolgt. Unter normalen Bedingungen gelingt es Greifvögeln wohl nur in Ausnahmefällen, einen Mauersegler aus dem Schwarm zu erbeuten.

## Bestand und Bestandsentwicklung

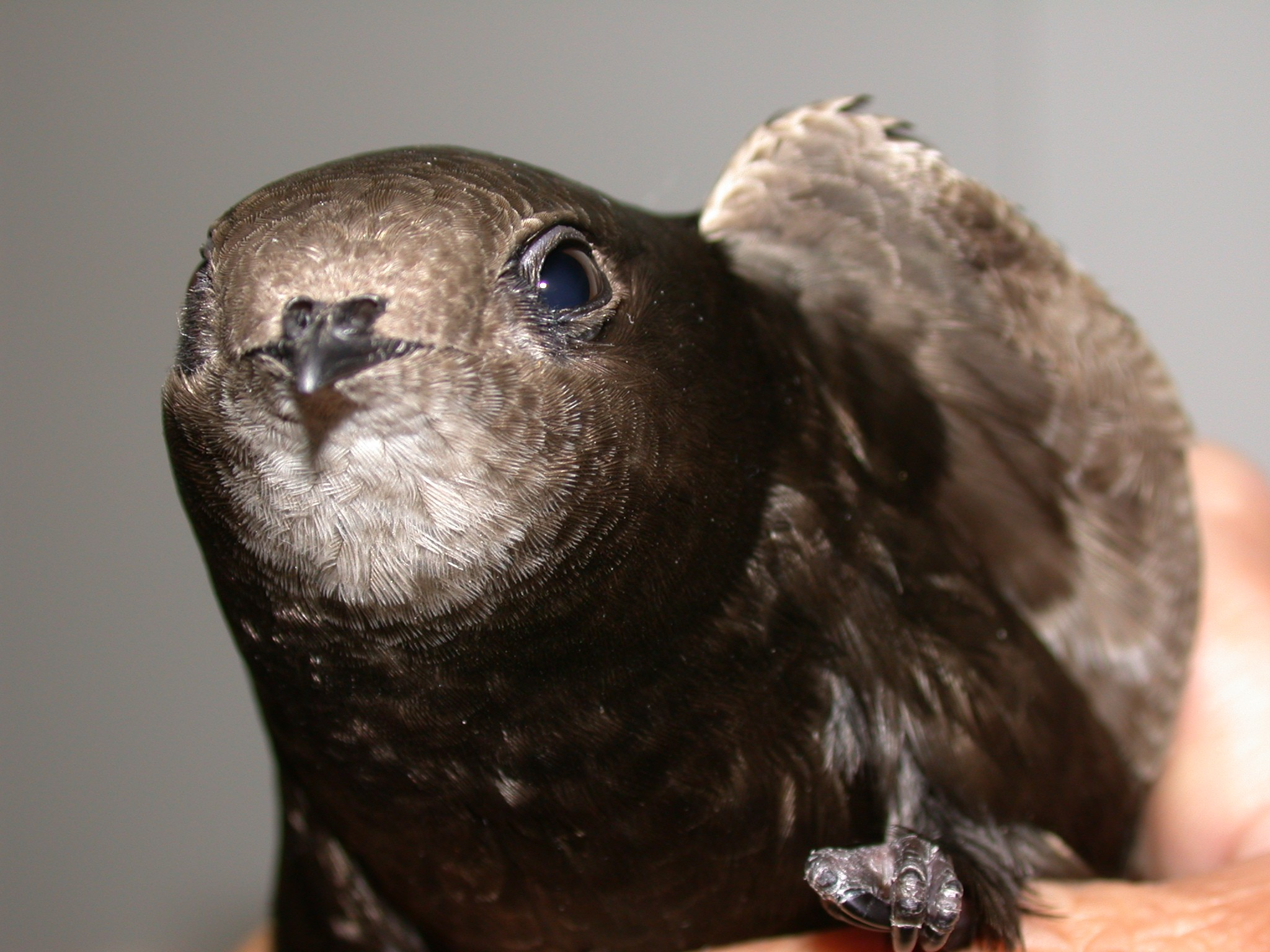
Mauersegler

Der Mauersegler, der 2021 auf die Vorwarnstufe der roten Liste der bedrohten Arten versetzt werden musste, wurde im Jahr 2003 in Deutschland und Österreich zum Vogel des Jahres gewählt, in der Schweiz war er dies im Jahr 2005. Der Mauersegler sollte dabei als Sympathieträger auf die Probleme seines Lebensraums aufmerksam machen, stellvertretend auch für andere gebäudebrütende Arten.
Der europäische Bestand wurde 1997 auf 4,0 bis 4,9 Millionen Vögel geschätzt, die weltweite Population soll aus ungefähr 25 Millionen Individuen bestanden haben. Bei diesen Bestandszahlen handelt es sich aber um inzwischen veraltete, grobe Schätzwerte, da diese in den einzelnen Gebieten meist aus der maximalen Zahl fliegender Individuen abgeleitet werden und verlässliche Angaben für größere Gebiete kaum vorliegen. Dies zeigt sich auch daran, dass die von BirdLife International veröffentlichten Zahlen für den europäischen Bestand im Jahr 2000 mehr als dreimal so hoch waren wie die oben genannten, die 1997 von Boano und Delov veröffentlicht wurden. Ging man für das 20. Jahrhundert noch von einer Zunahme der Populationen aus, wird für das 21. Jahrhundert ein europaweiter Rückgang der Art festgestellt. In Großbritannien, das über die längsten systematischen Zählungen von Brutpaaren verfügt, wurde zwischen 1995 und 2020 ein Rückgang der Brutpopulation von bis zu 60 % dokumentiert. Als Gründe für die europaweiten Verluste werden der teils rasante Rückgang von Nistgelegenheiten in Siedlungen, das dramatische Insektensterben in Europa, aber auch dem Klimawandel geschuldete Extremhitze-Perioden in den Brutgebieten sowie die anhaltende Dürre respektive Unwetterperioden in den Winteraufenthaltsgebieten in Afrika genannt.
Die vom Naturschutzbund Deutschland durchgeführte Aktion „Stunde der Gartenvögel“ wies für Berlin 2022 doppelt so viele Beobachtungen wie im Jahr zuvor aus. In den ausgewerteten Zahlen dürfte sich unter anderem auch die erhöhte Aufmerksamkeit der aufgerufenen Bevölkerung für die unter dem Rückgang von Nistgelegenheiten und artenreichen Grünflächen leidenden Gebäudebrüter abzeichnen. Auch am Bodensee und in Vorarlberg wurde per Mitte Mai 2018 ein deutlich geringeres Auftreten von Mauerseglern als in den acht Jahren davor beobachtet.

## Systematik
Von den weltweit über 90 Seglerarten ist der Mauersegler die einzige, die in Mitteleuropa eine ausgedehnte Verbreitung aufweist. Die meisten anderen Seglerarten sind in den tropischen Regionen beheimatet.
Für den Mauersegler werden zwei Unterarten unterschieden: Neben der Nominatform Apus apus apus ist dies Apus apus pekinensis. Letztere unterscheidet sich von der Nominatform vor allem durch ein bräunlicheres Gefieder, die Flügel und besonders die Armschwingen wirken zudem graubraun. Die Stirn ist bräunlichgrau und von der übrigen Oberseite deutlich abgesetzt, das Weiß der Kehle ist reiner und ausgedehnter. A. a. pekinensis besiedelt vom Iran ausgehend die östlichen Teile des Verbreitungsgebiets, das Winterquartier liegt in der und um die Kalahari-Wüste.

## Mauersegler und Mensch

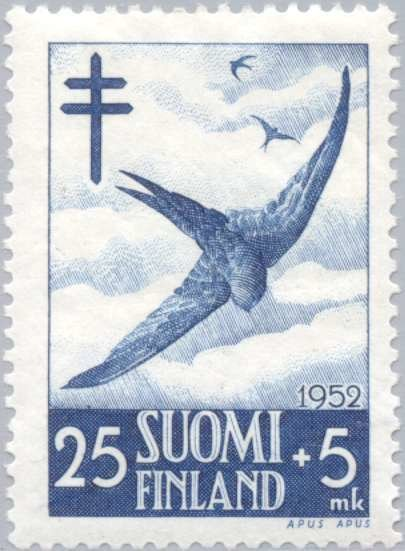
Finnische Briefmarke mit abgebildetem Mauersegler (1952)

### Etymologie und Benennung
Der Name „Mauersegler“ ist auf das Verhalten der Vögel zurückzuführen, entlang oder in der Nähe von Mauern zu segeln. Auf Englisch heißen die Segler Swifts; das Adjektiv swift bedeutet so viel wie „flink“ oder „eilig“.
Im Volksmund werden sie in Deutschland auch Spirschwalbe, in der Schweiz, im Elsass oder in Tirol wie schon im Mittelhochdeutschen auch Spire oder Spyr genannt. Die Etymologie des Wortes ist unklar, vorgeschlagen werden erstens ein eigenständiges Etymon, zweitens Verwandtschaft mit norddeutsch Spier(e) „Spitze, Rundholz, Stange“ und damit Bezugnahme auf die langen spitzen Flügel der Vögel und drittens eine lautmalerische Bezugnahme auf die charakteristischen Rufe. Aus vielen weiteren regional üblichen Bezeichnungen wie Turmschwalbe, Mauerschwalbe, Kirchschwalbe oder Quieckschwalbe wird deutlich, dass man früher Mauersegler den Schwalben zurechnete (vergleiche schwedisch tornsvala zeigt). Im romanischen Sprachraum der Surselva steht die Aussichtsplattform Il spir, welche nach dem lokalen romanischen Namen des Mauerseglers benannt ist. Im ebenfalls romanischsprachigen Engadin heißt der Vogel radurel pitschen.
In der Naturalis historia werden die Segler Apoda genannt. Diese und auch die durch Carl von Linné für die Gattung und Art eingeführte wissenschaftliche Bezeichnung Apus leitet sich aus dem Griechischen her: άπους (ápus) bedeutet „ohne Füße“ – tatsächlich sind die Beine sehr kurz und während des Fluges tief im Gefieder verborgen und somit unsichtbar.

### Legenden
Obwohl Mauersegler in Städten und kleinen Ortschaften schon lange Zeit zu Hause sind, haben sie keine besondere Aufmerksamkeit seitens der Bevölkerung erhalten; es gibt vergleichsweise wenige Hinweise auf mythische Eigenschaften dieser Vögel. In einigen Gegenden Englands standen die Mauersegler im Ruf, „Teufelsvögel“ zu sein („devil birds“ oder „screech devils“). Ihr plötzliches Auftreten zu Beginn des Sommers, zusammen mit dem schwarzen Gefieder und dem lauten Geschrei, war den Menschen unheimlich. Im Gegensatz dazu bewerteten die Tiroler die Mauersegler positiv, denn dort galten sie als Glücksbringer und schlüpften in die Rolle, die in Deutschland Rauch- und Mehlschwalben zugedacht war. Von Plinius ist auch eine Nutzanwendung aus der Volksmedizin überliefert, und zwar sollte Bauchgrimmen mit in Wein eingelegten Mauerseglern therapiert werden können.

### Nisthilfen
Früher bewohnten Mauersegler Hohlräume in Gebäuden, die sich früher vielfach bei der Konstruktion des Dachstuhls ergaben. Die Nistplätze konnten in der Regel nur beim Ein- und Ausflug der Vögel entdeckt werden, da den Vögeln ein schmaler Schlitz zum Einflug genügt. Zur Herstellung einer luftdichten Gebäudehülle werden moderne Dächer meist hermetisch abgeschlossen. Lüftungsöffnungen werden mit Gittern und Netzbändern vor dem Eintritt von Tieren geschützt. Dadurch reduzieren sich die Nistmöglichkeiten für Höhlenbrüter drastisch.

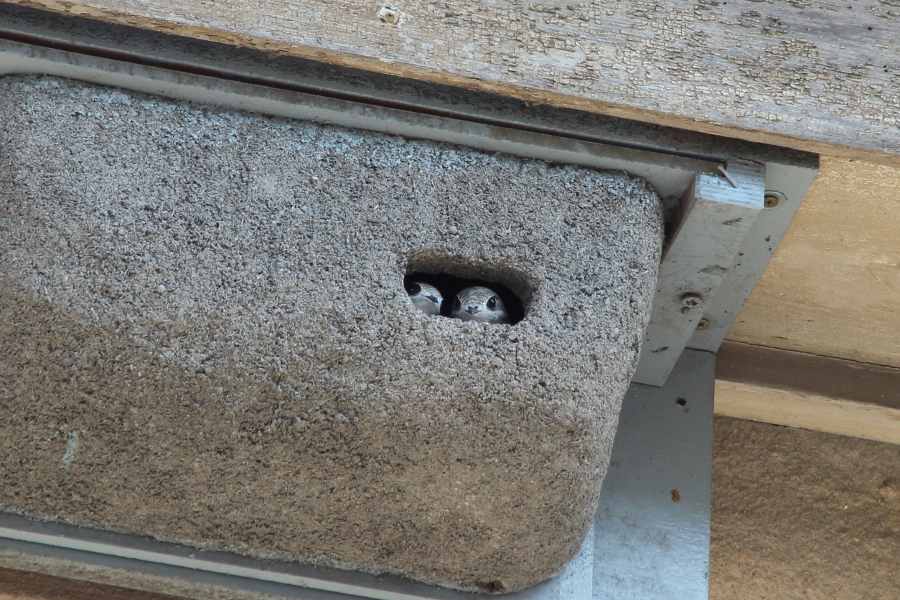
Mauersegler-Nestlinge in einem Nistkasten, Greifswald

Beim Neubau oder der Sanierung von Gebäuden ist es einfach möglich, Nistmöglichkeiten für Mauersegler zu schaffen.
Zimmerleute oder Dachdecker können Traufbretter oder Dachkasten mit Langlöchern von etwa 33 × 60 mm Größe versehen, die nur Mauerseglern und Meisen den Einflug erlauben. Bohrungen mit 50 mm Durchmesser erlauben auch dem Haussperling die Nutzung.
Es sind auch fertige Brutkästen erhältlich, die statt eines Mauersteins in die Wand gesetzt oder in die Dämmebene integriert werden. Nach dem Verputzen der Wand sind die Einflugöffnungen kaum noch zu erkennen.
Im Gegensatz zu Schwalben, welche ihre Nester aus Lehmklümpchen herstellen, verschmutzen Mauersegler die Fassade nicht. Durch die nur 40 Gramm schweren Mauersegler fallen keine nennenswerten Mengen an Kot an. Eine regelmäßige Reinigung der zum Brüten genutzten Hohlräume ist nicht notwendig.

### Menschliche Verfolgung
Das Amtsgericht Olpe verurteilte im März 2022 einen Mann zu einem Jahr und zwei Monaten Gefängnis ohne Bewährung, weil er im Juli 2021 in einem Pfeiler der Biggeseebrücke Ronnewinkel der Bundesstraße 54 16 Mauersegler mit einer Holzlatte erschlug; dort lief ein Forschungsprojekt der Uni Siegen.